# 元気爆発ガンバルガー
『元気爆発ガンバルガー』（げんきばくはつガンバルガー）は、1992年4月1日から1993年2月24日まで、テレビ東京系列で毎週水曜18:00 - 18:30（JST）に全47話が放送された、サンライズ制作のロボットアニメ。

## 概要
人間界に大混乱を巻き起こそうとする「大魔界」からの侵略、そしてそれにより巻き起こる不思議な事件に対し、超能力や忍術、そして地球の守護者「エルドラン」より与えられた巨大ロボットなどを駆使して立ち向かう、主人公たち「ガンバーチーム」の活躍を描く。
前番組『絶対無敵ライジンオー』の成功を受け、｢エルドランシリーズ」の第2弾として制作された本作品は、『ライジンオー』との差別化を図るべく「見てくれる子どもたちが喜んでくれるものを作る」ことを目指し、同作品のストレートな子ども向けエンターテインメント性はそのままに、一方では同作品とは異なる魅力や面白さが追求されることとなった。

### 制作
監督の川瀬が語るところによれば、本作品の企画は『ライジンオー』放送期間中の1991年6月から7月始め頃より動き出したといい、同作品の作業と並行しての企画進行であった上、同作品の終了後もOVAがあったので大変であったと振り返っている。シリーズ第1弾ということで、サンライズ内部でもそこまで期待を寄せられていなかった『ライジンオー』であったが、その成功により本作品はサンライズ、そしてメインスポンサーのトミーからも期待の目で見られるようになったといい、そうしたプレッシャーがあったからこそ何とかしなければと、雰囲気を変えていった感じであるという。作品タイトルの「元気爆発」もまた、『ライジンオー』よりもさらに「爆発」させねばという気持ちで考案されたもので、主人公である虎太郎たちのキャラクターを固めていった後に、こんな主人公なら「元気爆発」だよなというのが自然に出てきたとのことである。
前述の川瀬やプロデューサーの内田健二、それにメカニックデザインのやまだたかひろのように前作から引き続き参加するスタッフもいる一方、本作品で初めて大役を任されたり、新たに参加したスタッフも複数いる。後述する「子供っぽさ」や絵的な遊びを入れ込まないといけないとの考えから、キャラクターデザインには前作での原画担当であった近藤高光が起用された。川瀬は最初にキャラクターを選んだ際、近藤の絵の『ど根性ガエル』っぽいタッチが、本作品の「元気爆発」な方向性に合うと感じたといい、近藤もまたそうした雰囲気が好きであったことから、どんどん遊びの要素をもらったという。また音楽の面でも、王道である部分は変えないながらもそこに弾けた気分を入れたい、タッチを変えたいという意識から、新たに長谷川智樹が参加している。
ストーリィーコーディネイトの金巻兼一も、やはり本作品で初めて大役を任されたうちの一人である。金巻は『ライジンオー』にも途中からゲストライターとして参加していたが、同作品での2本目となる第37話を手がけている途中で、プロデューサーの内田から本作品への参加を打診されたという経緯があった。金巻曰く、当初は別の脚本家と連名でという話であったのが、その翌週には金巻単独でやることになり、またその際内田から「まだ新人のためシリーズ構成という名称はあげられない、何か（別の名称を）考えてきて」と言われたため、『ライジンオー』に参加していた園田英樹が「ストーリー構成」という肩書だったのを参考に、「ストーリィーコーディネイト」という肩書を名乗るに至ったという。前出の近藤の起用も含め、本作品への参加は色々な偶然も重なったのではないかと後に振り返っており、内容の破天荒さからしてもし本作品の企画が1本目だったら多分通ってなかっただろうと、前作の成功があった上でスポンサー側にも「何やってもいいよ」という空気があったのだろうとも推察している。

### 特徴
前述した『ライジンオー』との差別化の一環として、1クラス18人の生徒を主人公に据えた「学園もの」である『ライジンオー』に対し、本作品では3人の主人公によるオーソドックスな「変身ヒーロー」ものとされ、さらに主人公たちに、「秘密がバレると犬になる」という味付けを加えることにより、ストーリーの中でその秘密がバレそうになるハラハラを混ぜ込みつつ、秘密のヒーローたる彼らが日常生活へと復帰するところも重要なポイントとなっている。監督を務める川瀬敏文は、学園ものというユニークな要素を盛り込みつつ、しかし見せ方としては王道、ど真ん中直球であった『ライジンオー』に対し、本作品は「ガキンチョがヒーローになるとどうなるか?」という点に面白みを見出したところを立脚点とした、変化球勝負の作品であると語る。主人公たちの学年が4年生であるという点も、やはり前作との見せ方の差を付ける中で決まったものであり、当初は主人公が5年生のままでもいいのではないかという意見もあったものの、それでは面白くないという考えから学年を一つ下げる形とされ、キャラクター造形においてもより「子供っぽく」という部分が意識された格好となった。
その他の主要な登場人物についても数が絞られた分、各々の密度を濃くする形とされている。主人公も含めたキャラクター造形は、プロデューサーの内田と監督の川瀬から提示された基本アイディアを元に、ストーリィーコーディネイトの金巻がまず一度記号的に分かりやすく分け、それから個々の性格を加えていく形で詰められていった。金巻は後年本作品を見返す中で、本作品にはいわゆる「モブキャラ」が存在しない、すなわちサブキャラたちがその役回りを演じてくれていると分析しており、1つのクラスが「社会」となっていた『ライジンオー』に対して、本作品では町という「社会」の中に主人公の3人がいることから、家族やご近所さんの存在も必要になるとも語っている。子供番組であることから、作中にはネガティブな人間は出さない、悩んでいてもすぐに解決しないといけないという大前提のもと、ガンバーチームだけでなく他の登場人物も全般に前向きに元気を貫くのを基本としており、そうした姿勢は物語後半にてヤミノリウスを説得しようとする亜衣子や、三大魔王との最終決戦に際しての町の人々の行動などを通して印象的に表現されている。
物語の舞台も、前作での「学校」から本作品では子どもたちの日常空間、すなわち遊び場たる「町内」へと移し、町全体がまるごと秘密基地に変わるなどスケールアップが図られるとともに、その中で敵の巻き起こす事件、登場人物たちによるドラマ、そしてロボットの発進や活躍といった要素が互いに影響を及ぼしつつ、物語が進行する形とされている。また本作品では、作品のカラーを明確なコメディとし、より破天荒かつ痛快な物語が展開された。時にはロボットがバナナにされたり、また時には犬がロボットを操縦したりなど、各回のエピソードには既成概念に囚われない、奇想天外な展開が多く見られるのも特徴の一つである。金巻はこうした物語のテイストについて、誰が言い出したか「オモチャ箱をひっくり返したようなものにしたい」という発言がキーワードになったといい、各回の脚本についてもとにかく毎回毎回を最終回だと思って、最終回的な盛り上がりのテンションで行こうとしていたと振り返っている。また、いわゆるレイドバック感みたいなものへの意識や、狙ったギャグ台詞みたいなものは基本的にはなく、どれだけ（登場人物を）元気に遊ばせるかが基本的な発想としてあった上で、遊んでいるうちに地球を救ってしまったという、全体の流れで面白くなっていったものであるとも語っている。
前作の時点でも、メカニック描写に力が入れられていたエルドランシリーズであるが、本作品でもそれを踏襲しつつ、登場するメカニックについてはより複雑となった他、演出の面でも合体シーンでカバーが開いて首が出てきたり、グレートガンバルガーの初合体に至るまでの描写のように、トミーから発売される玩具とのリンクが多く盛り込まれている。川瀬はライジンオーが細部のディテール再現を楽しむようにした分、玩具的にもフィギュア的な完成度を持つようになってしまったと前置きしつつ、スポンサー側もアニメ制作側も本作品ではもう少し遊びの部分を入れたかったと語っており、作品モチーフの一つである「忍者」もまた、変幻自在なイメージと遊びの感じを表現するために考案されたものであるという。やまだは、『ライジンオー』の成功でトミー側でもサンライズ側の意見を聞こうという姿勢があったといい、また前作からいかに玩具の部分でのイメージアップを図りつつ、商品バリューを増やすかということが念頭にあった上で、デザインについてもそこを踏まえてどう作品世界に活かすかということを考えながらの作業になったと述懐している。

### キャスティング
本作品ではオーディションではなく、役柄のイメージでキャスティングが行われたことを、虎太郎役の折笠愛が証言しており、実際に力哉役の島田敏は音響監督の山崎あきらからの指名で決まったという。その山崎がエルドランシリーズで久々にテレビアニメの仕事に戻ったこともあり、本作品では当時の他の音響監督とは全く異なる演出や駄目出し、雰囲気づくりがあったといい、そうした部分に起因して役作りがしっかりできていたからこそ、「元気爆発」で行けたのではないかと島田は振り返っている。

## あらすじ
平和な町・青空町の忍者屋敷に住む青空小学校4年1組の霧隠虎太郎は400年以上続く霧隠流忍者の跡取り息子で、今日も修行を抜け出して遊びに行こうと父親の藤兵衛と親子喧嘩に発展。ところが、爆弾を投げた藤兵衛が誤って全宇宙の支配を目論む大魔界の暗黒魔王ゴクアークが封印された大岩を壊してしまう。蘇ったゴクアークは人間界を大魔界に変えようとするが、地球を守る光の戦士エルドランが身を挺してゴクアークを再封印する。しかし、ゴクアークは封印される一瞬の隙を見て闇の魔導士・ヤミノリウスIII世を人間界に遣わした。
学校帰りに偶然巨大ロボット・ガンバルガーを見つけた虎太郎と友達の風祭鷹介、流崎力哉の3人はエルドランの願いにより、ガンバースーツで超能力を身に着けたスーパーヒーロー・「ミラクル忍者・ガンバーチーム」となり、否応なしにヤミノリウスが大魔界から召喚する魔界の生物・魔界獣と戦うことになるが、ヤミノリウスに「誰かに正体がバレると犬になる呪い」をかけられてしまった。
かくして虎太郎たちは、呪いで犬になってしまった藤兵衛（ゴン）を協力者に、小学生と秘密のヒーローの二重生活を送る羽目になったのである。
近所のブタネコに奪われていた霧隠家のご先祖様が大魔界の秘密を記したという巻物には、ゴクアークの兄弟である二大魔王の封印を解く方法が書き残してあった。そしてブタネコとヤミノリウスも交えた巻物争奪戦の末、三大魔王であるゴクアーク、レツアーク、サイアークが蘇る。

## 登場人物

### ガンバーチーム
霧隠虎太郎（） / イエローガンバー
声 - 折笠愛
生年月日：4月1日 / 星座：牡羊座 / 年齢：9才 / 身長：135cm / 体重：30.3kg / スリーサイズ：B64 W54 H70 / 血液型：B型 / 好きな食べ物：バナナ大福 / 嫌いな食べ物：わさび漬け / 得意科目：体育、図工 / 苦手な科目：国語、算数 社会/ 特技：かけっこ / 苦手なもの：忍法の修行 / 癖：足の指で鼻をいじること / 趣味：あそぶこと / 好きな異性のタイプ：お菓子をいっぱい作ってくれる女の子
本作品の主人公。ガンバーチームのリーダー。青空小学校の4年1組。長髪をちょんまげのようにてっぺんで括っており、一年中タンクトップと短パンを着て裸足に上履きやスニーカーを履いた格好。いつも元気で大のイタズラ好きで、口癖は「ま〜いいじゃん」のいい加減でお気楽なお調子者。大好物のバナナ大福は命の次に大切なものらしく、変身アイテムのガンバーブレスよりも優先度が高い模様。姉のかすみや力哉とはいつも喧嘩しており、担任の立花亜衣子からもよく説教を受けている。しかし、細かいことは大して気にしない性格なのでまったく懲りない。一方で友情には熱く、イタズラを逆手に取って鷹介や力哉をフォローすることも。草野球チーム「青空ゲンキーズ」ではノーコンだがピッチャーを務める。400年以上続く霧隠流忍者の子孫で人並み外れた運動神経の持ち主だが、忍者を継ぐつもりはあまりなく修行もサボりがち。しかし、ガンバーチームとしての活動を通じて心境に変化があった様子。
ガンバーチームの中心人物だがトラブルメーカーでもあり、ガンバースーツを勝手に使おうとして怒られることも多い。いたずらや言い訳で頭を使うのか頭の回転は速く、楽天的な思考やいざという時の度胸の良さでピンチを切り抜ける。忍者の修業だけでなく、学業に至っても怠け者で、テストはほとんど0点を取っている極度の学業不振児。歌には自信があるがかなりの音痴。次回作である『熱血最強ゴウザウラー』の第15話（総集編）ではゴウザウラーに関する質問を送っていた。
イエローガンバーに変身後の超能力は「スピード」。短距離なら瞬間移動したかのように動け、水の上さえも走ることができたり、短時間で地球を一周できる。
最終回ではイエローガンバーの超能力をイタズラに悪用して力哉にガンバーブレスを没収され、ガンバーブレスとコマンダーはタイムカプセルに封印されることになった。
流崎力哉（） / レッドガンバー
声 - 島田敏
生年月日：10月10日 / 星座：天秤座 / 年齢：9才 / 身長：137cm / 体重：33kg / スリーサイズ：B67 W59 H72 / 血液型：A型 / 好きな食べ物：ラーメン / 嫌いな食べ物：マカロニ / 得意科目：体育 / 苦手な科目：美術 / 特技：出前 / 苦手なもの：おばけ / 癖：清畑選手のバッティングフォームのまね / 趣味：野球 / 好きな異性のタイプ：一緒に野球ができる子
虎太郎のクラスメイトで遊び友達。夢はプロ野球選手でいつも野球のユニフォーム風の服を着ており、草野球チーム「青空ゲンキーズ」の4番バッター。リーダーシップが強く「気は優しくて力持ち」の真面目な熱血漢で、曲がったことが大嫌いな堅実な努力家。そのためいい加減な性格の虎太郎とはいつも衝突しがちだが、面倒見がよく流されやすい性格もあってか結局はいつもつるんでいる。家が「逆転ラーメン」というラーメン屋で、よく出前の手伝いをしている。学校ではクラス委員を務め、同じクラス委員の武田桂を次第に意識するようになっていく。普段は冷静だが、野球と弟の哲哉が関わると我を忘れてしまいがち。
ガンバーチームのリーダー的存在。プロ野球選手の夢の邪魔になると秘密のヒーロー活動を最後まで嫌がっていたが、かすみのピンチにやむなくガンバーレッドとして戦うことを決意。以降は一旦決めたことは最後までやり尽くす性質から使命感に燃え、何かと私事を優先しがちな虎太郎と鷹介に特訓や必殺技の練習を強制することもあった。弟の哲哉をとても可愛がっており、レッドガンバーの姿で哲哉を助けて誕生日ケーキを届けて以来、すっかりレッドガンバーに夢中な哲哉に「兄ちゃんよりレッドガンバーの方がかっこいい」と言われてショックを受けていた（どちらも自分自身なのだが）。お化けや怪談など未知の現象を怖がる一面があり、突然現れたコアロボ3体に怯えて鷹介と虎太郎に誘われるまま恐々と乗っていたが、今では愛機となったキングエレファンのことを大切に思っている。
レッドガンバーに変身後の超能力は「パワー」。車や人を持ち上げて人命救助をしたり、巨大化した魔界獣と戦ったり攻撃を受け止めたりできる。リボルガー登場直後にゴクアークの魂に操られて破壊の限りを尽くそうとし、ガンバルガーと戦ったことがある。
風祭鷹介（） / ブルーガンバー
声 - 南央美
生年月日：4月17日生まれ / 星座：牡羊座 / 年齢：9才 / 身長：137cm / 体重：32kg / スリーサイズ：B64 W55 H70 / 血液型：A型 / 好きな食べ物：ママの特製ハンバーグ / 嫌いな食べ物：モチ、カマボコ / 得意科目：算数、国語、社会、理科 / 苦手な科目：水泳、音楽 / 特技：100点を取ること / 苦手なもの：ヴァイオリン/ 癖：すぐ照れること / 趣味：コマンダーいじり / 好きな異性のタイプ：百合香ちゃん
虎太郎のクラスメイトで遊び友達。黄色いシャツと青いオーバーオールを着ている。虎太郎とは正反対に気弱でおとなしい性格だが、好奇心旺盛でちゃっかり者な一面も。また、ここぞという時に2人が引くような行き過ぎた行動を取ることが多い。いつもケンカの絶えない虎太郎と力哉の仲裁役でもある。教育ママの母親の方針で学習塾や華道に絵画や英会話など沢山の習い事をさせられており、本心では不満に思っていても嫌とは言えずに自己嫌悪気味。成績は優秀でテストは満点取っているが、運動は苦手で草野球チーム「青空ゲンキーズ」では補欠の10番。ヴァイオリンとピアノの稽古も習ってはいるが、いずれも苦手。
常にガンバーコマンダーを持ち歩き、敵の弱点を探ったりメカの秘密を解明するなど、ガンバーチームのブレーンとして活躍する。クラスメイトの小牧百合香に憧れており、彼女が関わると人が変わったように強気になり、「火事場の馬鹿力」なる「百合香ちゃん効果」を発揮する。夢は百合香とハワイで結婚式を挙げること。幼い頃の体験から餅がトラウマだったが後に克服。しかし、蒲鉾にもトラウマがあるなど偏食が多い。また、順応性が高いのか「秘密のヒーローのガンバーチーム」という状況を真っ先に受け止めていた。最初は泣き虫だったが、大魔界との戦いを通じて根性を身に着けていき、最終的には母親に意思表明できるまでに成長を遂げた。
ブルーガンバーに変身後の超能力は五感の発達で、聴力と視力を研ぎ澄ませるためにレッドガンバーによく上空に投げられる。電気ウナギ魔界獣ウナギトロンの力でビリビリ人間にされた時は虎太郎のガンバーバイクを奪ってガンバルガーを乗っ取る暴走をし、虎太郎と力哉から怒られた。レンズ魔界獣レンズドンに100点のテストを巨大化されてしまい、奪われたテストを返してもらおうとゲキリュウガーで土下座したことがある。

### ガンバーチームの周辺人物

#### ガンバーチームの家族たち
霧隠家
霧隠藤兵衛（） / ゴン（ゴンザレス）
声 - 緒方賢一
生年月日：6月29日 / 星座：蟹座 / 年齢：40才 / 身長：110cm / 体重：27kg / スリーサイズ：不明 / 血液型：B型 / 好きな食べ物：カツ丼 / 嫌いな食べ物：ドライフーズ / 得意科目： 巻物解読/ 苦手な科目：ない / 特技：忍法 / 苦手なもの：魔法 / 癖：まいったなどーも / 趣味：ひるね
虎太郎の父。400年以上続く霧隠流忍者の末裔で、忍者道場を営んでいるが門下生はゼロ。不真面目な虎太郎に手を焼き修行をつけようとしては逃げられているものの、好奇心旺盛な所などはよく似ており親子仲は良好。大魔界の封印を壊して大魔王ゴクアークを復活させてしまった張本人。人間離れした身体能力の持ち主で、生身で魔界獣を倒してヤミノリウスとも互角に渡り合うが、ヤミノリウスの呪いで犬に変身してしまい、かすみに「ゴンザレス」（通称ゴン）と名付けられて霧隠家の飼い犬となった。
ガンバーチームの正体を唯一知る人物で、三人の司令塔的な役割を担う心強い協力者。ヤミノリウスとはゴクアークの封印を巡って何度も対決したライバル関係。また、犬の体や境遇の不便さに戸惑うことが多く「まいったな、どーも」がすっかり口癖になってしまった。早く人間に戻りたがっているが、匂いに惹かれて地面から掘り出した一番大切なものが骨だったりと段々犬に順応してきてしまっている。虎太郎と一緒にサンタクロースを信じており、自分には30数年間一度もクリスマスプレゼントが来たことがないと悲しみつつもめげずに待ち続けている（虎太郎によると「サンタさんは子供にしか来ない」らしい）。
一度だけ「シノビガンバー」に変装し、虎太郎の代わりにゴウタイガー、ガンバルガー、グレートガンバルガーを操縦して魔界獣を倒したことがある。二大魔王を復活させようとするヤミノリウスを命がけで阻止しようとした時は、正体に気づいた千夏に止められて断念。三大魔王の復活後は魔王に吸い込まれまいとかすみたちと共に手を繋いでしがみつくが、体力に限界が来た秋絵を見て「最後尾の自分がいなくなればまだ耐えられる」と判断し自分から吸い込まれていった。最終決戦では人間に戻り、ヤミノリウスに着いて行く形でガンバーチームを支援し、それぞれゲキリュウガーとリボルガーを操縦する鷹介と力哉に代わってガンバルガーのサブパイロットを務めたほか、ゴクアークの目に手裏剣を投げつけて怯ませる活躍をしてガンバーチームの勝利に貢献した。
霧隠 かすみ（）
声 - 伊藤美紀
生年月日：9月8日 / 星座：乙女座 / 年齢：14才 / 身長：152cm / 体重：47.3kg / スリーサイズ：B78 W60 H80 / 血液型：AB型 / 好きな食べ物：クレープ / 嫌いな食べ物：なし / 得意科目：古文 / 苦手な科目：世界史 / 特技：バドミントン、プロレス / 苦手なもの：虎太郎のおなら / 癖：物を投げる / 趣味：マンガ
虎太郎の姉で中学2年生。男勝りでしっかり者な性格。三つ編みのツインテールでピンクのシャツを着ている。
青空中学校バドミントン部のエースで、「かすみスマッシュ」という必殺技の持ち主。弟・虎太郎との姉弟喧嘩は日常茶飯事だが、弟思いな面もある。青空保育園で保育士代行を務めたり、オルガンを弾くこともある。最初は犬に変身した藤兵衛（とは知らない）を飼うことに反対して地の果てまでも捨てようとしていたが、魔界獣から自分を助けようとしてくれた彼に感謝して「ゴンザレス（ゴン）」と名付け、以来散歩に連れていくなど懸命に世話をしている。彼女のラケットを魔界獣にしようとしたヤミノリウスの力で「カスミリウス」に変身してしまったことがある。最終回では虎太郎のイタズラで顔にカスミリウスの模様の落書きをされてしまった。
作中では語られていないが、力哉が4歳の頃に初恋をした相手という設定があり、力哉は今でもかすみには弱い。
カスミリウス
ヤミノリウスがかすみのバドミントンラケットを魔界獣に変えようとした際、それを阻止しようとしたかすみがランプの光を浴びて魔界人になってしまった姿。ヤミノリウスのパンツルックを思わせるセーラー服状の装いをしており、バドミントンのシャトルのついた尻尾からは、かすみの髪型を模した角を持つ龍を召喚できる。必殺技は「ゾイワコスマッシュ」。
「大魔界の魔導士」を名乗り、ヤミノリウスをも凌ぐ実力の持ち主であり、ヤミノリウスをフラスコに閉じ込めて横取りしたランプで超魔界獣ラケットンを生み出し、ガンバーチームの正体と青空町の平和を賭けてガンバルガーとバドミントン対決をした。
霧隠 やよい（）
声 - 深見梨加
虎太郎の母。38歳。
自宅の隣にある青空保育園の園長でもある。眼鏡をかけたふくよかな女性。何があっても動じないおっとりした性格で、突然夫がいなくなったのは「忍術の修行に出かけたから」だと思っている。
流崎家
流崎 哲哉（）
声 - 大谷育江
4月25日生まれの雄牛座。血液型はAB型。身長103.5cm、体重16.9kg
力哉の弟。青空保育園に通っている。少々泣き虫だが無邪気な性格。兄の力哉を尊敬しているが、自分を助けてくれたレッドガンバーにすっかり夢中で、「兄ちゃんよりレッドガンバーの方がかっこいい」と言って力哉をがっかりさせている。
ガンバーチームの名付け親でもあり、同じ保育園に通う千夏の妹・秋絵と一緒にガンバーチームの正体を探ろうとする。ヘルメットを外したガンバーチームの素顔を見た最初の人物だが、本人は寝ぼけていて覚えていなかった。
力哉の父
声 - 山口健
力哉と哲哉の父親。ラーメン店「逆転ラーメン」を経営している。無類の野球好きで、店をサボっては息子の野球の応援に行くため、妻にはその都度怒られている。出前の格好で授業参観に来るなどしており、力哉からは恥ずかしがられている。
力哉の母
声 - 折笠愛
力哉と哲哉の母親。「逆転ラーメン」を盛り立てる肝っ玉母さん。店をサボっては息子の野球見物に出かける夫には厳しく、たびたび拳骨を浴びせている。
風祭家
鷹介の父
鷹介の父親。ごく普通のサラリーマンで、どのような人物かは不明だが、妻同様教育熱心らしい。
鷹介の母
声 - 大谷育江
鷹介の母親。クラスでも評判の教育ママ。鷹介のことを「ようちゃん」と呼んで溺愛し、将来を考えて様々な塾や習い事に通わせている。息子の100点のテストをコレクションするのが趣味で、部屋の壁一面にテストを飾っている。
しかしながら少々視野が狭く、最終決戦で息子がガンバーチームの一員だったと知ると、千夏たちが地球の終わりを覚悟していたのに対して、ガンバーチームを「下品な集団」と称して鷹介に将来のため一流大学に入るべく勉強するよう言い聞かせるが、初めて反抗されて戸惑いを隠し切れなかった。

#### 青空小学校
立花 亜衣子（）
声 - 伊藤美紀
12月18日生まれの射手座。24歳。血液型はA型。身長160.5cm、体重50.3kg
虎太郎たち4年1組の担任。イタズラばかりしていて、さらに学業でクラス一落ちこぼれの虎太郎には厳しいが、生徒想いの優しい先生。「この世に生まれながらの悪人はいない」という信条を持っている。合気道の達人で、チンピラやヤミノリウス、魔界獣を投げ飛ばしたこともある。結婚願望は強いようで、理想の男性は正義のジャーナリスト。純監督から想いを寄せられ、本人も少なからず彼を意識していたらしいが、いつの間にか興味を失ってしまった模様。
記憶を失い闇野響史の姿でさまよっていたヤミノリウスを助けたことから彼に想いを寄せるようになり、千夏が撮影した彼とのツーショット写真を大切にしている。正体を明かされると共に写真を破かれた時は深いショックを受けるが、その様子に激怒したガンバーチームの活躍に勇気づけられヤミノリウスの良心を目覚めさせるべく説得を決意。ヤミノリウスと魔界獣の出現を聞きつける度に昼夜問わず柔道着姿でメガホン片手に追い回すようになり、寝不足になっていた。
最後までヤミノリウスを「良い人」だと信じ続け、ヤミノリウスがゴクアークに見限られた後も彼を気にかけていたり、三大魔王が倒された後は町の人々に詰め寄られた彼を庇って人々を説得した。ゴクアークに地球が破壊される土壇場でヤミノリウスと両想いになるが、最終決戦後は説得も虚しくどこかへ去られてしまう。エピローグでは闇野響史の姿で現れたヤミノリウスと再会し、嬉しそうに駆け寄っていった。
『熱血最強ゴウザウラー』では闇野響史と共にペアルックでカメオ出演している。
結城 千夏（）
声 - 白鳥由里
生年月日：12月28日 / 星座：山羊座 / 年齢：9才 / 身長：135cm / 体重：29kg / スリーサイズ：B63 W51 H66 / 血液型：B型 / 好きな食べ物：ハッシュドビーフ / 嫌いな食べ物：ピクルス / 得意科目：体育、社会 / 苦手な科目：理科 / 特技：スクープ撮影 / 苦手なもの：虎太郎 / 癖：忘れ物 / 趣味：ガンバーチームの写真を撮ること
虎太郎の幼馴染でクラスメイト。一つ結びのおさげにショートパンツ姿で負けず嫌いの活発な性格。家が「結城カメラ」というカメラ屋（霧隠家の隣家）なせいか、夢はジャーナリスト。学校新聞の記者で常にカメラを持ち歩いている。スクープのためなら、学校のルールも平気で破る上に周囲が見えなくなるのでかなり危なっかしく、虎太郎でさえ呆れることも多いトラブルメーカー。スクープを狙ってあちこちに出没し、魔界獣相手にも危険を厭わず突っ込んで行ってはよく巻き込まれている。
虎太郎とはいつも喧嘩しているが、自分を助けてくれたイエローガンバーの大ファン（劇中でイエローガンバーを熱心に応援しているのは彼女のみである）。学芸会の「美少女戦隊ガンバーチーム」ではイエローガンバー役を担当。ジャーナリストとしての直感と洞察力は本物なのか、終盤でゴンとガンバーチーム（イエローガンバー）の正体を最初に見破った人物でもある。イエローガンバーの正体が虎太郎だと知った後は、虎太郎の頑張りを認めて必死に応援しながら無事を祈っており、一時は死んでしまったと思っていた虎太郎が帰ってくると平手打ちを浴びせた。エピローグでは修行中の虎太郎と藤兵衛の取材をしていた。
武田 桂（）
声 - 深見梨加
生年月日：11月10日 / 星座：蠍座 / 年齢：9才 / 身長：134cm / 体重：27.2kg / スリーサイズ：B64 W50 H66 / 血液型：A型 / 好きな食べ物：アップルパイ / 嫌いな食べ物：なし / 得意科目：社会、算数 / 苦手な科目：家庭科 / 特技：生け花 /苦手なもの：彫像 / 癖：メガネに手を添えて会釈すること / 趣味：占い
虎太郎たちのクラスメイトで防衛隊の武田長官の娘。力哉と共にクラス委員を務める。おかっぱ頭で眼鏡をかけており、父親譲りの頭の固さとプライドの持ち主で、意地っ張りで自慢屋だが根は優しい性格。一方で、雑誌の占いコーナーに夢中になったり、鷹介と百合香のデートに目を輝かせていたりとミーハーな面も覗かせる。父親を尊敬しており、当初はガンバーチームを目の敵にしていたが、レッドガンバーに助けられて以降は彼を贔屓するようになり、少しずつガンバーチームに対する態度を軟化させていった。
劇中では女版虎太郎ともいえる千夏とよく衝突していたが、性格が丸くなっていくのに連れて次第に仲のいい友達関係となった。実はカナヅチで、プールの授業で溺れかけたのを力哉に助けられた。学芸会の「美少女戦隊ガンバーチーム」ではレッドガンバー役と脚本を担当し、素直じゃない口ぶりとは反対にノリノリで演じていた。最終決戦の際に力哉への想いを自覚したような描写があり、エピローグでは野球場で哲哉や秋絵と一緒に力哉の応援をしていた。
次回作である『熱血最強ゴウザウラー』の第19話にもゲスト出演しており、第20話でも彼女がデザインしたという設定の戦車が登場する。
小牧 百合香（）
声 - 大谷育江
生年月日：5月27日 / 星座：双子座 / 年齢：9才 / 身長：136.8cm / 体重：29.6kg / スリーサイズ：B65 W52 H65 / 血液型：A型 / 好きな食べ物：コロッケ / 嫌いな食べ物：セロリ / 得意科目：音楽 / 苦手な科目：体育 / 特技：バイオリン / 苦手なもの：消毒液のにおい / 癖：すぐ微笑みかけること / 趣味：音楽鑑賞
虎太郎たちのクラスメイト。長い黒髪の大人しいお嬢様タイプで4年1組のマドンナ的存在だが、どちらかというと積極的で自分の意見ははっきり言う性格。ヴァイオリン教室に通っている。千夏と違って自分から関わるつもりはないのに何かと魔界獣絡みの事件に巻き込まれてしまう。
家は「小牧医院」という内科と小児科専門の病院。
鷹介とは仲のいい友達だが片思いには気づいておらず、自分を魔界獣から救ってくれたブルーガンバーの姿を見て恋心を抱く。学芸会の「美少女戦隊ガンバーチーム」ではブルーガンバー役を担当。最終決戦の際に鷹介と両想いになり、エピローグではヴァイオリン教室で鷹介に声援を送っていたが、鷹介の下手な演奏に耳をふさいでいた。

#### クラスメイトの家族たち
結城 秋絵（）
声 - 深見梨加
10月16日生まれの天秤座。血液型はA型。身長104cm、体重15.7kg
千夏の妹。哲哉と同じ青空保育園に通っている。姉と同じくジャーナリスト志望で、カメラをいつも持ち歩いている。姉以上の好奇心旺盛さとマイペースぶりで周囲を振り回すことも多いが、元気で明るい性格。仲良しの哲哉と一緒にガンバーチームの正体を探ろうとしている。
操縦こそしなかったものの作中で唯一ガンバルガー、リボルガー、ゲキリュウガーの主要3メカに乗り込み、グレートガンバルガーの合体と勝利の決め台詞をさせてもらったことがある。
武田長官
声 - 西村知道
生年月日：8月20日 / 星座：獅子座 / 年齢：40才 / 身長：166cm / 体重：71kg / スリーサイズ：B92 W102 H118 / 血液型：B型 / 好きな食べ物：さしみ / 嫌いな食べ物：さやえんどう / 得意科目：防衛会議 / 苦手な科目：魔界獣対策会議 / 特技：クレイ射撃 / 苦手なもの：ガンバーチーム、防衛組 / 癖：ついついしゃべり方が演説調になる / 趣味：盆栽
前作に続いての登場で、本作品より新たに苗字が設定された。前出の武田桂の父親で、彼女にはとても甘い。魔界獣が現れる度に防衛隊を率いて出動しては毎回敗戦しているが、時にはガンバーチームの窮地を救う活躍も見せている。当初は例に漏れずガンバーチームを快く思っていなかったが、最終的には協力的になった。権力の私用や大人げない振る舞いも多く、近所の野球場を防衛隊の訓練場にしようと占領してガンバーチームと所有権を巡って野球勝負をしたり、部下に軍のヘリで桂を迎えに行かせて南の島へバカンスに行くなどしていた。また、桂の運動会には部下を率いて弁当持参で応援に来ている。度々顔を見せることから、虎太郎から「ヒマなおっさん」と言われる。
肝試しの際には司会を務めていたが、防衛隊の仕事を休んだと言っていた割に制服は着たままだった。最終決戦の際には、「防衛隊じゃ魔王に勝てない」と説得する桂を亜衣子先生に任せて部下と共に出動していった。
副官
声 - 高宮俊介、他
武田長官の補佐役である軍人。フルネーム・階級共に不明。

#### 青空町の人々
荒木 源蔵（）
声 - 緒方賢一
生年月日：3月7日 / 星座：魚座 / 年齢：52才 / 身長：155cm / 体重：62kg / スリーサイズ：不明 / 血液型：O型 / 好きな食べ物： / 嫌いな食べ物：お茶漬け / 得意科目：修身（道徳） / 苦手な科目：伝票計算 / 特技：そうじ / 苦手なもの：ほこり / 癖：いねむり / 趣味：子供の相手
青空小学校前にある駄菓子屋「元気堂」の主人。店共々魔界獣の被害に遭うことが多く、驚いて入れ歯を落とすこともしばしば。息子の将来は諦めているらしい。
荒木 純（）
声 - 山口健
7月1日生まれの蟹座。19歳。血液型はO型。身長177.6cm、体重71kg
駄菓子屋「元気堂」を経営する源蔵の息子で塾通いの浪人生。19歳。虎太郎たちの所属する草野球チーム「青空ゲンキーズ」の監督を務めている。
チンピラを撃退した亜衣子先生に一目惚れし恋心を寄せるが、最終的には失恋してしまう。超魔界獣とヤミノリウスから亜衣子先生を助けるために「ホワイトガンバー」を名乗って奮闘し、ガンバーチームの勝利にも貢献したことがある。ひらがなや漢字が苦手らしく、亜衣子先生にラブレターを出した時は虎太郎のイタズラと思われてしまった。最終回では虎太郎のイタズラで服にブロークンハートの落書きをされてしまった。
ブタネコ
声 - 島田敏
霧隠家の近所を縄張りにしている太った野良ネコ。
かなりふてぶてしい性格で、ただの猫なのに忍者のゴンと互角に戦えるゴン最大の宿敵。ゴンが「御先祖さまの巻物」を発見する度に横から強奪していき、奪った巻物は常に頭にくくりつけて持ち歩いている。
トシカツ、ナオミ
声 - 北島淳司（トシカツ）、天野由梨（ナオミ）
カップル。寒空が吹く公園のベンチでいちゃつき、亜衣子先生やヤミノリウスを羨ましがらせた。
怒ったヤミノリウスにカメラを超魔界獣デカメラーにされ、10人ずつに増やされてしまうが「愛が10倍になった」と大喜びで抱き合う10組のトシカツとナオミが出来上がった。
リッキィ藤吉
青空デパートの屋上でショーをしていた手品師で、ヤミノリウスにシルクハットを超魔界獣マジンシャンにされてしまった。

### その他の人物
エルドラン
声 - 島田敏
前作に引き続き登場。地球の守護神で、「光るおじさん」や「光の戦士」とも呼ばれる守護天使。
大魔界を封じていた封印岩が壊された際、傷つきながらもゴクアークと大魔界を再封印する。その際ガンバルガーのコアロボ3体を地上に派遣し、偶然発見した地球の子供たち＝虎太郎たち3人に託した。
大魔界では白いドラゴンに変身してゴクアークと戦っており、光る人型と球体の形以外の姿を見せたのはこの時と最終回のみである。劇中でゴクアークを二度に渡って封印したり、犬に変えられたガンバーチームの呪いを解くなど前作に比べて活躍。大魔界の戦いでゴクアークに敗北してしまい、その際大魔界に迷い込んできた虎太郎たちに金色の卵を託した。
日向仁（）
声 - 松本梨香
前作の主人公でライジンオーのメインパイロット。前作から一年後の設定だが、ジャーク帝国との決着後も僅かに回収を免れたアークダーマが生み出す邪悪獣との戦いを続けている。穴掘り魔界獣アナホルンの力で陽昇町に飛ばされ、邪悪獣イビキングに襲われた虎太郎をライジンオーで助けた。
月城飛鳥（）、星山吼児（）
ライジンオーのサブパイロット。仁と共に姿が描かれたが、台詞はなし。
タイダー
陽昇町の日向ストアで働く元五次元人。青空町まで配達に来ているため、魔界獣の起こす騒動によく巻き込まれている。モブキャラクターとしてほぼ毎回登場しているが、特に台詞はない。

### 大魔界
暗黒魔王ゴクアーク
声 - 佐藤正治
大魔界を支配する暗黒魔王。外見はヤマタノオロチをイメージした全身真っ赤な竜の怪物。エルドランに封印岩の下に封印されていたが、藤兵衛の投げた爆弾で解放される。エルドランの手で再び封印されるが、隙をついてヤミノリウスIII世を派遣し人間界の支配と自身の復活を命じた。比較的懐は深いようで、失態を繰り返すヤミノリウスを叱責しながらも魔界獣辞典を渡してマメにサポートしている。
「人間を消し去って地上を大魔界にする」のが目的だが、その手段とは人間たちを全員動物に変えて地上を大魔界に作り替えることだった。復活後は強大な魔力でガンバルガーを圧倒するが、援護しようとしたヤミノリウスに誤って二度も攻撃されたせいで逆転されてしまい敗北。その後は残っていた魂をヤミノリウスに吸収される。パワーアップしたヤミノリウスの服にくっついている龍の尻尾にはゴクアークの意思が宿っており、魔界獣の攻撃に巻き込まれるなどコミカルな姿を見せていた。
レツアーク、サイアークと共に完全復活を果たすとよほどヤミノリウスを恨んでいたのか、敗北の責任を取らせて切り捨てた上で人間たちとヤミノリウスをエネルギーとして吸収しようとするが、青空町民の声援による不思議な力に後押しされたガンバーチームに敗北。しかし二大魔王と合体して生き残っており、痺れを切らせて地球をバラバラに破壊し大魔界の創造主になろうとした。最終決戦では宇宙を舞台にガンバルガーたちを苛烈な攻撃で圧倒するが、藤兵衛の手裏剣に目を潰されて怯んだ隙に合体したグレートガンバルガーに敗れる。その後エルドランによって太陽に引きずり込まれるが、最後の悪あがきでグレートガンバルガーを道連れにした。
サイアーク、レツアーク
声 - 山口健（サイアーク） / 島田敏（レツアーク）
ゴクアークの兄弟で三大魔王の二柱だが、エルドランに封印されていた為ヤミノリウスさえも存在を知らなかった。体色はゴクアークの色違いでそれぞれ、サイアークが青、レツアークが黄色となっている。ヤミノリウスの夢の中に現れてお告げをし、封印を解かれて甦った。ゴクアークに匹敵する圧倒的な魔力でガンバーチームを苦しめるが、最後はファイナルガンバーソードの前に敗れ去る。その後、ゴクアークに吸収された模様。
ヤミノリウスIII世
声 - 曽我部和恭 、関口英司（サンライズ英雄譚シリーズ）
魔界暦43年5月8日生まれ。身長225cm。体重21kg。趣味は料理と散歩。特技はモップでお掃除。
ゴクアークによって人間界に派遣された魔導士で、魔界獣を召喚して人間界を混乱に陥れ、大魔界に改造しようとするガンバーチームの宿敵。厳密には彼も魔界獣の一種 で首と関節や足は存在しない。ゴクアークの忠実なしもべで能力は極めて優秀だが、ドジで間抜けな性格のおかげで緊張感皆無な二枚目半。小学生の虎太郎や幼稚園児の哲哉と秋絵に笑われからかわれたり、千夏の学校新聞で醜態を晒された他、自分が召喚した魔界獣からもナメられ、いつも能力を喰らって最初の被害者にされている。挙げ句、青空町の住民からは「町で騒動を起こす迷惑おじさん」と認識されている始末。ガンバーチームとゲンキーズ対防衛隊の野球勝負では審判として終始公平なジャッジを下していたり、たまにいいことをしたくなっても魔界の法律を破れなかったりなど妙に律儀で真面目な性格。顔の模様と喋り方は歌舞伎役者がモチーフ。
実体を持たず普段は青空小学校理科準備室の骨格標本に同化しており、活動する時は理科室の備品を取り込んで実体化する。人間界の清浄な大気が苦手なため、大魔界の成分を満たした三角フラスコを頭に被っている（フラスコは物体をすり抜けられるので飲み食いも可）。人間界に潜入する時はジャーナリストの青年・闇野響史（後述）に変身するが、一度だけバスガイドの闇野りう子に変身したことがある。
ゴクアークに授かった魔界獣辞典（昆虫・水生・動物が存在）で指定した魔界獣を召喚し、パワーアップの呪文で強化・巨大化させる。自分の余計な援護攻撃のせいでゴクアークを敗北させてしまった後はその魂を吸収してパワーアップ。魔導士のローブ姿からパンツルックに変身し、魔法のランプで人間界のものを材料に超魔界獣を生み出す力を手に入れたが、次第にその力をしょうもない目的 に使い始めた。魔法のペンダントとコンセントの杖を使用しモップで空を飛んでいたが、ゴクアークの魂を取り込んでからは車両進入禁止の道路標識を杖とホウキ代わりに使っている。魔力そのものはかなり強く、誤射とはいえ単独でゴクアークにダメージを与えたり、ゴクアークの魂を吸収して何ともなかったり、ガンバーソードで斬られてもフラスコが割れただけでピンピンしていた。
一時的に記憶喪失になり、闇野響史の姿で亜衣子に助けられ、想いを寄せられるようになる。後に正体を明かして絶望させようとするが、予想以上に泣かせてしまい思わず動揺していた。その後は改心を迫る亜衣子から逃げ回る羽目になるが、魔王への忠誠心は変わらず（しかし咄嗟に彼女を魔法で助けていたことから絆されてはいるらしい）。三大魔王復活に成功するもののゴクアーク敗北の責任を取らされ、コアラの姿に変えられ切り捨てられてしまう。三大魔王敗北後は青空町の人々から制裁を受けようとするが、頑なに自分を信じようとする亜衣子の説得を受けた人々に許されてしまい、堪らず逃げ出す。その後犬の姿でもゴクアークと戦おうとするガンバーチームの前に出現し「ゴクアーク様と戦ってやられてしまえ」と呪いを解いて去っていくが、大魔界に改造するはずだった地球を破壊していくゴクアークに反発し遂に決別。最終決戦ではガンバーチームを藤兵衛と共に支援し、ガンバルガーにもサブパイロットとして搭乗した。ゴクアーク消滅後は「もう二度とこの姿を見せることは無いだろう」と宣言してどこかへ去って行く。
ヤミノリウスの一族は代々続いた大魔界の非常に優秀な一族とされるが、彼はその中の落ちこぼれである（ゴクアーク談）。熱血最強ゴウザウラーでは亜衣子と共にペアルックで出演している。GB版ではゴクアークを取り込んだ彼がラスボスである。
闇野 響史（やみの きょうじ）
ヤミノリウスが「レーナ・ニンゲンニ」の呪文で人間に変身した仮の姿。
肩書きは（一応）ジャーナリスト で、この姿では緑色の髪に紫色のスーツ、黒いシャツと赤いネクタイを身に着けた装いの美青年。記憶喪失になった際、自分の服装を格好悪がって変身した闇野の姿で亜衣子に助けを求めたのをきっかけに、彼女から想いを寄せられる結果となる。エピローグでは闇野響史として亜衣子と再会した。

## メカニック

### ガンバーチーム
ガンバーブレス
エルドランから託された装備の一つである、通信機兼変身ブレスレット。
各コアロボットのコンソールに収められていたもので、本体に備わっている2つの三角形のスイッチは、右側を押すことでブレス同士やコマンダーとの通信機能を使用でき、その際には開いたフタの裏が相手を映し出すスクリーンとして機能する。また、左側のスイッチは「ライドオン」の掛け声とともに押すことで、各自のガンバーマシンを呼び出す機能を持ち、さらに二つのスイッチを同時に押すことで「フラッシング」、すなわち変身を可能とする。この変身機能は、虎太郎たちが呪いで犬になった場合も通常通り作動している。
そして「変身カード」を本体に差し込むことで、各自のコアロボットを「スクランブル（発進）」させることもでき、このカードの向きを入れ替えることによりアニマルモードからファイターモードへの変形（ミラクルチェンジ）を行うが、本体からカードが外れると機能を停止してしまう。またミラクルチェンジの際、ブレスの着用者が機体に搭乗している必要はなく、機外からの操作で変形することも可能となっている。
ガンバーコマンダー
同じくエルドランから託された、携帯型のコンピューター。ガンバーチームの初陣の際、ガンバルガーが消えた後に彼らの手元に残ったもので、戦闘の際にはゴウタイガーのコンソールに搭載される他、普段は鷹介が所持し、メカ好きな彼の好奇心を満たす宝物となった。
主な機能として、ガンバーチームが使用するガンバー忍法や、ミラクル合体の発動が挙げられ、その際には本体左側のスロットにカードをセットする。また、鷹介によるプログラム入力により、忍法カードを製作することも可能である。
ガンバースーツ
虎太郎たちがガンバーチームとして活動する際に着用する強化服で、ロボットのパイロットスーツとしての能力も基本機能として備わっている。着用時には各々異なる超能力を行使することができる他、魔法に対する抵抗力も高く、ヤミノリウスがかけた「犬になってしまう」呪いが「他人にバレたら犬になってしまう」呪いとして作用したのもこれに起因する。
カラーリング、それにヘルメットの形状を除けば3人ともスーツのデザインは共通で、後述のガンバーバッジが胸に、またガンバーブレスが腕に装着されている点も同様である。また、スーツ着用中はヘルメットも合わせて被るのが基本だが、人目につかないコックピット内ではこれを脱ぐ場合もある他、前述した能力もヘルメットの有無とは関係なく行使可能である。
ガンバーバッジ
スーツの胸に備わっているバッジ。本体を押すことで、リボルガーやゲキリュウガーをスクランブルさせる機能が備わっている他、転送能力も使用可能で、コックピット間の移動もバッジの操作によって行われる。また、バッジの着用者にくっついていれば他の人間も転送することができる。
ガンバーマシン
ガンバーチーム各人が使用する専用マシン。鷹介がガンバーコマンダーを調べていた際、コアロボットの発進手順やスーツの超能力とともに発見したもので、各々がコアロボットのコックピットへの変形機構を実装しており、各マシンのハンドルもコアロボットに搭載された際、そのまま操縦レバーとして機能する。また、ガンバーマシンが破壊されてしまうとコアロボットも使用できなくなってしまう、というデメリットも有している。
- ガンバーマシンは、スポンサーの一つであるカバヤ食品から商品化された。これは『ライジンオー』の商業成績がよかったことに起因して、カバヤからも独自の商品を出したいという要望を受けてのもので、デザインを手がけたやまだたかひろは、ただの移動用メカでは面白くないため、頭部に合体してロボットが完成するという方法論で作ったといい、いわゆるホバーパイルダー的な乗り物ができたおかげで『ライジンオー』との差別化にも一役買ってくれたと、またフィルムと商品展開がよい相乗効果を生んだ例なのではないかとも、後に振り返っている。

ガンバーバイク
イエローガンバー専用の、パワフルな大型バイク。収納式のジャンピングダンパーと加速ブースターの併用により、地面を蹴っての大ジャンプを可能とする他、後進も行える。また、基本的に非戦闘用であるガンバーマシンの中で唯一武装を持ち、カウルに備わった「バルカンショット」を作中では使用。
ガンバージェット
ブルーガンバー専用の小型ジェット機。固定翼としても利用可能な可変式のフィンと、プロペラを装備した推進用ジェットを搭載。
ガンバーバギー
レッドガンバー専用の四輪車で、跳ね上げ式のロールバーを実装。

### エルドランのロボット
ガンバルガーも含めたエルドランのロボットたちは、平時は青空町の地下に隠されており、いわば青空町という町そのものが、ガンバルガーの秘密基地となっている。格納時のロボットの所在は虎太郎たちにも伝えられていないが、彼らがガンバーブレスなどを通して発するスクランブルの指令により、町の地下深くの秘密の場所から移動用のカタパルトを介して、発進ポイントへと移送されるようになっている。この時、発進直後にロボットが攻撃に晒されないよう、発進ポイントは町内に複数設けられており、これらはガンバーコマンダーからの操作で任意に変更することもできる。
また、エルドランのロボットは魔界獣を撃破した際、搭乗しているガンバーチームとともに光となってその場から消失、この光が町に降り注ぐことによって、魔界獣がもたらした被害のほとんどを修復する働きを持つ。ガンバーチームはその後町内に設けられた帰還ポイントへと転送され、そこから地上へと姿を現すようになっている。この帰還ポイントも、発進ポイントと同様に町内の人気のない場所に複数設けられており、その中からランダムに行先となるポイントが設定される。ガンバーチーム以外の者がロボットに同乗していた場合も、やはり同様のプロセスを経て地上へと戻るが、その場合は彼らと別のポイントへと送られるようになっている。
ゴウタイガー
イエローガンバーが操縦するコアロボットで、ガンバルガーへの合体時には腰部と太腿を形成する。発進ポイントは青空公園の砂場区画と、商店街倉庫の「虎吉」シャッターの2ヶ所に設けられており、このうち前者は発進ポイントであることを千夏に見抜かれてしまったこともあった。
アニマルモードは大地を駆けるトラ型で、「炎」の攻撃スタイル、それに前足の鋭い爪や「ゴウキャノン」といった装備を備えている。このうち後者は、通常時は背面に格納されており、使用する際にポップアップするようになっている。ファイターモードは素早さと出力のバランスに優れ、格闘戦に長けた攻撃型であり、主武装である「ゴウサーベル」は通常縮めた状態で背部に収納され、そこから腰に手を回して取り出す。この剣を駆使し、ゴウタイガーの敏捷性を活かした一撃必殺の攻撃を繰り出す他、設定上ではガンバルガー状態での使用も可能であり、ガンバーソードとの二刀流が想定されていた。
- コアロボットの頭部デザインについては、登場人物のキャラクターや作品カラーのコンセプトである「忍者」のテイストを反映する形で、覆面の意匠が盛り込まれているのが特徴である。また、トミーからの「こういう武器を持たせたい」という案を元に、各々の武器のイメージも取り入れられており、ゴウタイガーの場合は剣をイメージした角とされている。

マッハイーグル
ブルーガンバーが操縦するコアロボットで、ガンバルガーへの合体時には上半身を形成する。発進ポイントは青空町2丁目の交差点中央と、料金所付近の高速道路の2ヶ所に設けられており、このうち前者は信号機全てが赤へと変わった後に、また後者は道路の一部がカタパルトへと変形した後に、それぞれ発進するようになっている。
アニマルモードは大空を高速で飛翔する鳥型で、コアロボットの中で唯一飛行能力を有している。「風」の攻撃スタイル、それに両翼付け根の「マッハバルカン」といった装備を備えており、鋭い翼端もカッターとして機能する。ファイターモードは遠距離からの攻撃に秀でた、スピード重視の性能の持ち主であるが、背面に備わった両翼は設定上アニマルモード専用であるため、他のコアロボットと同様に飛行能力は備わっていない。主武装であるボウガンの「マッハアロー」は通常折りたたまれた状態で背部に収納され、射出後に両手で構えて光の矢を放つ。
キングエレファン
レッドガンバーが操縦するコアロボットで、ガンバルガーへの合体時には脚を形成する。発進ポイントは青空町3丁目の団地と、新幹線高架下の2ヶ所に設けられており、このうち前者は団地の建物が2つに割れた間から、また後者は開いた状態の立体駐車場の壁面から、それぞれ発進するようになっている。
アニマルモードは大柄な体躯を持つゾウ型で、「水」の攻撃スタイル、それに「キングミサイル」といった装備を備えている。また、鼻からは放水（キングウェーブ）を繰り出せる他、青空団地が魔界獣によって空気を抜かれ、ふにゃふにゃにされた際には空気を吹き込んでもいる。ファイターモードはコアロボットの中でも随一のパワーを発揮し、主武装である巨大な戦斧「キングトマホーク」は通常柄と斧頭を分離した状態で、それぞれ左右の脚部に収納され、手元に射出された後に繋げて用いる。
ガンバルガー
3体のコアロボットが、「ミラクル合体」することにより完成する巨大ロボ。合体の際には、コンソールから飛び出したカードをイエローガンバーがコマンダーに挿入、その指令を受けて上空に飛び上がったコアロボットたちがフォーメーションを組み、各々が変形した後一つに接合。そして頭上の雲の中から虎のパーツを取り出し、胸に装着することで合体プロセスが完了する。
操縦する3人が心を一つにすることで能力を発揮し、さらに彼らのガンバル勇気に呼応しパワーアップするという特性も備えている。背面に備わった両翼による飛行も可能で、使用しない場合は折りたたむこともできる。コックピットは頭部内、目の奥に位置しており、開閉可能な目もしくは胸の虎口を経由して出入りを行う。また操縦の際には、中央奥に座るイエローが操縦系、向かって右のブルーが機器操作と飛行関連、左のレッドが出力系をそれぞれ分担するが、物語後半ではイエローが単独で操縦する機会も多く見られた他、第42話の秋絵、最終決戦での藤兵衛・ヤミノリウスなどのように、ガンバーチーム以外の者が搭乗・操縦するケースも存在する。
- 頭部のデザインは、「ライジンオーを継承しつつもそれとは全然違った感じにしてほしい」「競合するスーパー戦隊シリーズや勇者シリーズとは明確に違うものにしてほしい」というオーダーのもと、エルドランのロボットの象徴たる額のクリスタルを残しつつ、一方で額から出た角は止める方向でまとめられている。デザインを手がけたやまだは、当初の発注ではもっと漠然とした部分もあったことから、準備稿では角にゾウの牙、鶏冠にワシの羽、頬にトラの牙といった具合に、合体前の動物モチーフを入れようとしていたことを証言しており、この他にも別案として、後のリボルガーやファイヤーエン（『勇者指令ダグオン』）にも通ずるシルエットの頭部が提示されていた。

武装・技
主武装として、後述の「ガンバーソード」と、キングエレファンの頭部が変形した盾「ガンバーシールド」を装備。シールドは腕自体にセットする他にも、収納式のグリップを活用しての手持ちも可能となっている。また防御だけでなく、鼻の部分からガンバーミサイルを発射できる他、後述の通りガンバーソードの生成、魔界獣の拘束にも活用される。
これら以外にも、頭部の角から生成した光をブーメランとして飛ばす「ガンバースラッガー」、両肩から撃ち出す光弾「ガンバーフラッシャー」、それに胸の虎口より放つ火炎攻撃など多彩な攻撃手段を持ち、このうち火炎攻撃は、火炎弾として放つ場合「ガンバーフレアー」、火炎放射として繰り出す場合は「ガンバーファイヤー」と呼称される。
もう一つの主武装であるガンバーソードは、ガンバーシールドを突き立て抉れた大地から出現する大剣で、グリップを握って構えることで刀身を覆っていた石が、溢れ出る炎とともに削げ落ち本来の姿を現す。この剣を振るって繰り出す必殺技「ガンバーファイナルアタック」は、まず構えたシールドから光のリングを撃ち出し魔界獣を拘束し、続けてソードを出現させた後、炎に包まれた状態のガンバーソードで一刀両断する大技であり、魔界獣を撃破すると刀身の炎をシールドの牙で払った後、「元気爆発ガンバルガー！」と勝利の雄叫びを上げる。このように絶大な威力を発揮する武器であるものの、必殺武器であるがゆえにエネルギーを多用するため、あまり戦闘の序盤から多用できないという欠点を抱えており、この他にも魔界獣バナナーンにバナナ化光線でバナナにされたり、魔界獣ビック・ナベーダには唐揚げにされ食べられてしまうなど、魔界獣との戦闘で度々破られることもあった。
リボルガー
ガンバルガーのサポートロボットの一体。
霧隠家の池から見つかった巻物（予言の書）に記されていた、「ガンバルガーの敗北を唯一防ぐことができる動物」であり、住処とされる青空町内のとある自動販売機をガンバーコマンダーが指し示したことから、そこに赴いたレッドガンバーのバッジに反応してその姿を現した。
ガンバルガーを構成するコアロボットと同様に、リボルガーもまたグリフォン型のアニマルモードとファイターモードの2つの形態を備えており、発進ポイントであるJR青空駅近くの踏切から、アニマルモードの状態で線路をカタパルトとして発進する。この発進、そしてファイターモードへの「ミラクルチェンジ」の際には、コアロボットとは異なりカードの操作は必要としない。パイロットはレッドガンバーが担当し、操縦系統も彼の乗機であったキングエレファンとほぼデザインを同一としていたことから、機種転換も容易に行われている。
アニマルモードでは、背面の翼による飛行を可能とし、口からの火炎放射「リボルバーン」や、尻尾の先端から発射される「テールショット」を活用して攻撃を行う。ファイターモードでは、主武装として手持ちのライフル「ショットブラスター」を使用、初戦ではガンバルガーを窮地に追い込んだ魔界獣ヨロイデルを、一撃のもとに撃破するほどの威力を見せつけた。また、銃を模した額から弾丸を放つ「ヘッドボンバー」という技も備えており、同じく頭部に備わっている回転式弾倉によって連射も可能となっている。その他にも、特殊装備として修理アタッチメントを持ち、ライオンの口から伸ばしたケーブルをガンバルガーに接続することにより、半壊したガンバルガーにエネルギーを分けて修復することができる。
初登場からまもなく、パイロットの力哉がゴクアークに操られて敵に回ってしまったり、超魔界獣ドカーンとの戦闘では脚を打ち上げ花火にされてしまうなど、こちらも魔界獣の能力に度々翻弄されることもあった。
- 登場直後にリボルガー（と力哉）が敵になってしまった展開について、金巻は後で（スタッフ間でも）『ガンバルガー』っぽくないという話になったと振り返っており、同時に真面目な力哉が核となると、どうしても（ストーリーも）真面目な方向に行ってしまうと付言している。

ミラクル武装リボルバスター
リボルガーが「ミラクル武装」することで完成する巨大バズーカ砲。魔界獣ジャジャーンとの戦闘中にコンソールに表示されたことで、虎太郎たちにその存在が知られた形態であり、他のエルドランロボとの連携により一撃必殺の砲撃「ラストファイヤー」を繰り出すことができる。前出のガンバーファイナルアタックと同様に、こちらも魔界獣を撃破した後には「元気爆発リボルガー！」と勝どきの声を上げる。
基本的には、胸部パーツを取り外した状態のガンバルガーに接続され、本体からポップアップしたトリガーを握ることで使用されるが、第20話のようにゴウタイガーとマッハイーグルが、また第35話のようにペラペラ状態のガンバルガーとゲキリュウガーが、それぞれリボルバスターを支えて発射するという変則的なパターンも存在する。
ゲキリュウガー
ガンバルガーの第2のサポートロボット。
エルドランが、虎太郎たちに託した「黄金の卵」より生まれたロボットで、ヤミノリウスの攻撃から身を挺して卵を守った鷹介の覚悟に反応し、巨大化した卵の中から姿を現すに至った。
ゲキリュウガーもまた、ドラゴン型のアニマルモードとファイターモードの2つの形態を備えており、発進ポイントである青空町郊外のダムから、アニマルモードの状態で水門の内部より発進する。操縦はブルーガンバーが担当し、「ミラクルチェンジ（ミラクル変形）」の際にカード操作を必要としない点はリボルガーと同様であるが、超魔界獣レンズドンの巨大化光線で地球より大きくなった際には、コックピットにガンバルガーとリボルガーが乗り込んで操縦している。
アニマルモードでは、口から放つ火炎弾「プラズマフレアー」や火炎、二連装キャノン砲となっている尻尾の「バックショット」を武器として戦い、ファイターモードでは強風を巻き起こす「ドラゴンハリケーン」や頭部からの光線、胸部のドラゴンの口から放つ火炎などといった攻撃手段を活用する。この他、手持ち武器として二連装の「ドラゴンショット」を使用する他、最強の武器として背負式の「ゲキリュウキャノン」を一対備えており、雷光とともに現れるこの左右の砲身の間に生成された火球を、胸部のドラゴンが撃ち出す「ドラゴンサンダーフラッシュ」は、必殺級の威力を叩き出す一撃である。他の2体と同様に、こちらも勝利の際には「元気爆発ゲキリュウガー！」の名乗りを上げる。
- 前述したリボルガー登場時の展開の反省から、ゲキリュウガーは卵から生まれるという展開とされた。普通であればロボットが卵から生まれるという段階で却下されるだろうと前置きしつつ、この時点では世界観が落ち着いているから違和感なくOKが出たと金巻は語っている。また、商品販売上問題ありとのことで変更されたが、初登場回のサブタイトルは当初「卵からゲキリュウガー！」というものであったという。

グレートガンバルガー
ガンバルガー、リボルガー、ゲキリュウガーの3体が「超ミラクル合体」することにより完成する、最強最大のロボット。合体の際には、ガンバーコマンダーにイエローが合体用カードをセットし、コマンダーを操作することによって3体のロボが合体態勢へと移行。雲の上へと飛び上がったガンバルガーに、アニマルモードからパーツ単位に分離したリボルガー・ゲキリュウガーが集結し次々と接合。最後にリボルガーの獅子頭が頭部となることで合体プロセスを完了する。
グレートガンバルガーの合体プログラムは、当初は未完成の状態にあり、超魔界獣ドカーンとの戦闘で窮地に陥った際に、その完成を促すメッセージがコンソールに表示されたことで、プログラムの存在が明るみに出たという経緯がある。合体プログラムを完成させるためには、コンソールから表示されたパーツの立体映像を組み合わせる必要があり、これに挑戦した虎太郎がパズル感覚で組み合わせることによって、ようやくプログラムの完成とグレートガンバルガーの登場に至った。
主な武装として、胸部のプレートを発光させて放つ「ガンバーブレストフラッシュ」、頭部の角から繰り出す光線を使用可能で、この他にも拳を収納し、腕をリボルバスターとして展開することもできる。このうち、角からの光線とリボルバスターは、後年『スーパーロボット大戦NEO』への参戦時にそれぞれ「ガンバーボルト」「ガンバーバスター」と呼称された。
そしてグレートガンバルガー最大の武器が、持ち主の身の丈をも上回るサイズの大剣「ファイナルガンバーソード」である。グレートガンバルガーの額から天へと放たれた光を呼び水とし、降りてきた光の柱の中から引きずり出すことで姿を現すこの剣は、振りかぶることにより魔界獣を拘束する衝撃波を照射可能で、そこから真上に飛び上がった後に大上段から勢いのまま、魔界獣を切り裂く「グレートファイナルアタック」が必殺技である。合体前の各ロボと同様に、グレートガンバルガーも勝利の際には豪快に剣を振り回して天上に突き上げた後、「元気爆発ガンバルガー！」の雄叫びを上げる。
ライジンオー
地球防衛組が操縦する、エルドランのロボットの一体。
魔界獣アナホルンの「魔界落とし穴」によって虎太郎が陽昇町に迷い込んだ際に遭遇し、邪悪獣イビキングとの戦いに巻き込まれた彼を救う働きを見せた。

## 魔界獣
大魔界に住んでいる魔法生物で、ヤミノリウスの魔法で魔界獣辞典の中から指定された個体が召喚される。ヤミノリウスの命令で人間界を混乱に陥れようとするが、魔界獣は基本的にマイペースな性格のため召喚された時は大抵言うことを聞かず、ヤミノリウスに能力を喰らわせたり漫才のようなやり取りを繰り広げている。ヤミノリウスの「魔界獣よ、今こそ闇の力を解き放て！」の呪文で巨大化・強化されると共に容貌も変化する。足がないのは「アシがつかないよう」に遺伝子改悪されているため。
「町中をジャングルに変えて生き物以外はバナナにして食べてしまう」、「マジックでガンバルガーを真っ二つに切断したり、地球の上半分を布で隠して消滅させてしまう」、「鷹介のテストを巨大化させたりゲキリュウガーを地球よりも巨大化させてしまう」など無茶苦茶ではあるがとんでもなく強力な能力を持つ個体ばかりのため、真面目に戦えばガンバーチームの強敵となる。ごくたまに単純に戦闘に特化した魔界獣も登場する。ハチャメチャな魔法で青空町を混乱させるが、魔界獣が倒されるとガンバルガーのリセット能力でかけた魔法は全て無効化される（倒された瞬間に放ったものを除き）。
毎回、本編終了後にヤミノリウスが「ゾイワコノイワコ…魔界獣○○、次はお前だ。ハズラムサライヤ〜！」と、次回に登場する魔界獣を紹介するのが通例となっており、これは前作を踏襲している。

### 昆虫魔界獣
ヤミノリウスが昆虫魔界獣辞典から選んだ個体を、「ゾイワコノイワコマカイヤゾイワコ、暗く湿った魔界の森より今こそ出でよ我が前に。ハズラムサライヤ〜！」の呪文によって呼び出す。ヤミノリウスの首飾りから発せられる黒い電撃で空中に描き出された魔法陣を潜り抜けて巨大化する。
ジョキラー
声 - 中博史
蟷螂の魔界獣でハサミや鎌など刃物で構成されている。他の魔界獣とは召喚プロセスが異なり、映画館のスクリーンに魔界獣辞典の該当ページを貼り付けられる形で、最初からパワーアップ後の姿で呼び出された。両手のカマは投げ飛ばすことができる。自身の影を実体化させ、その影にも攻撃させる。
グモグリン
声 - 巻島直樹
蜘蛛の魔界獣。青空町上空に巨大な巣を張り、様々なものを手当たり次第に吊り上げた。パワーアップ後は蜘蛛の巣と糸巻きが合体した姿になる。
トンガッター
声 - 二又一成
蜂魔界獣。針（パワーアップ後はマキビシや画鋲）で空気を抜いたものをフニャフニャにできるが、その効果は自分自身にも有効なため、下駄を履いて被害を避けている。パワーアップ後は針や押しピンなどで構成された姿になる。
メロディーン
声 - 塩屋浩三
キリギリスの魔界獣。手持ちのヴァイオリンで人々を眠らせることができるが、ウォークマンを聞いていた百合香には効かなかったため、ムキになって彼女を襲った。パワーアップ後はヴァイオリンを模した胴体に音符型の手足が生えた姿になる。
グリームン
声 - 安西正弘
蟻の魔界獣。甘いもの大好きな魔界獣で町中のケーキを集めてケーキ軍団をつくった。パワーアップ後は自分が巨大なケーキと化す。
バタフラー
声 - 小宮和枝
蝶の魔界獣。羽の鱗粉に触れたものに蝶々の羽を生やすことができる。
サバクーダ
声 - 西村知道
アリジゴクの魔界獣。あらゆるものを砂に変えてしまう能力を持つ。巨大アリジゴクにガンバルガーを引きずり込もうとした。パワーアップ後は砂時計を模した姿で手に持ったスコップで攻撃する。

### 水中魔界獣
ヤミノリウスが水中魔界獣辞典から選んだ個体を、「ゾイワコノイワコマカイヤゾイワコ、暗く冷たい魔界の海より今こそ出でよ我が前に。ハズラムサライヤ〜！」の呪文によって呼び出す。巨大化のプロセスは昆虫魔界獣と同様。
マジョーズン
声 - 山口健
鮫魔界獣。地中も水中と同じように泳ぐことができる。一度はガンバルガーを倒すことに成功する。
ブクブーク
声 - 塩屋浩三
カニの魔界獣。他の魔界獣と異なり、本物のカニサイズで非常に小さい。噴出す泡はよく滑る。防衛隊と青空ゲンキーズ（＋ガンバーチーム）の試合を妨害した。パワーアップ後は石鹸やシャンプーボトルがカニを模した姿になる。
ショドーン
声 - 富田晃介（イカ魔界獣は山口健）
タコ・イカ魔界獣。一度書いたら絶対に消えない墨で青空町の人たちに番号を書きまくったが、二匹バラバラに手分けしたせいで同じ番号を二度書きするという、大きなミスをしてしまう。パワーアップ後は2体が合体し筆を模した姿になり、青空町に「大魔界」と書いて巨大な文字で迷路を作り出した。
ウナギトロン
声 - 梁田清之
電気ウナギ魔界獣。（冒頭でヤミノリウスと）鷹介をはじめとする、青空町の人々を常にハイテンションなビリビリ人間にしてしまった。パワーアップ後は電池や電球が電気ウナギの姿を模した姿になる。
ヤドリール
声 - 二又一成
ヤドカリの魔界獣。いろんな物に足を生やすことができる。しまいには、青空町そのものに足を生やした。
ケロケリオン
声 - 鈴木勝美
蛙の魔界獣。召喚早々、ふざけた登場をしてヤミノリウスに殴られてしまった。長い舌で文字を舐めると文字がケロケロになる。傘についているオタマジャクシ爆弾を浴びせると常にカエル座り、カエル言葉のケロケロ人間にすることができ、青空町の人々を混乱させようとするが、ケロケロ人間同士は意志の疎通が可能なため不都合はない。巨大な雨粒を落として攻撃することもできる。
イエローガンバーをケロケロ人間にしたことで一度はガンバーチームの連携を断つことに成功するが、レッドガンバーとブルーガンバーの挑発に乗って2人をケロケロ人間にしたために反撃のチャンスを与えてしまった。ケロケリオン撃破後、ヤミノリウスが残っていたオタマジャクシ爆弾に当たり、ケロケロ人間になってしまった。パワーアップ後は巨大な雨粒とハスの葉などがカエルを模した姿になる。
ゲイバルーン
声 - 塩屋浩三
鯨の魔界獣。水を吸い込むほど膨張し、コアロボを遥かに凌ぐ巨体となる。パワーアップ後はミサイルで武装。水という水を吸い込んだあげく、海の水まで吸い尽くそうとした。ガンバーチームも一緒に吸い込んだ。

### 動物魔界獣
ヤミノリウスが動物魔界獣辞典から選んだ個体を、「ゾイワコノイワコマカイヤゾイワコ、暗く果てない魔界の地より今こそ出でよ我が前に。ハズラムサライヤ〜！」の呪文によって呼び出す。巨大化時に魔法陣を潜り抜けるのは同じだが、昆虫・水中魔界獣と異なり、巨大化にはゴクアークの左手を用いる。元々生物系の魔界獣では最強の種族だが、前述の通り、巨大化時にゴクアークの力が加わるため、ガンバルガー一体では太刀打ちできないほどの能力を誇る。
ヨロイデル
声 - 辻親八
サイの魔界獣。召喚間もなく、ゴクアークの左手でパワーアップを施された。魔界獣には珍しいパワータイプで頑丈な装甲と強力なパワーを持つ。ガンバルガーの各部を易々ともぎ取り、敗北一歩手前まで追い詰めるが、新たに加わったリボルガーのショットブラスターを受け、撃破された。
ジャジャーン
声 - 岡和男
コブラの魔界獣。笛の音を使って様々なものを蛇のようにクネクネ状態にして操れる。パワーアップ後に口から吐き出す溶解液はガンバーシールドすらたやすく溶かした。パワーアップ後はホイッスルやオカリナ、リコーダーで構成されたコブラのような姿になる。
アナホルン
声 - 山口健
モグラの魔界獣。町中に落とし穴を掘り、虎太郎やかすみ等を色々な場所に飛ばした。パワーアップ後はモグラにヘルメットやドリルが合体した姿になる。月面でガンバルガーと対決した。
タヌキング
声 - 塩屋浩三
タヌキの魔界獣。召喚早々、ゴクアークに化けてヤミノリウスを驚かせた。肝試し大会中の青空小学校内を大魔界にしてガンバーチームを翻弄した。パワーアップ後は太鼓とタヌキが合体したような姿になる。
シャキゴーラ
声 - 二又一成
ペンギンの魔界獣。冷蔵庫に篭った状態で召喚されてドアを開けたヤミノリウスを凍らせた。暑がりな上に非常に怠け者で、大好物の冷やし中華をヤミノリウスに要求した。力哉の父親が作った激辛冷やし中華を食べて口から文字通り火を吹き、その火でヤミノリウスを黒焦げにした。パワーアップ後はペンギンとかき氷機が合体した姿になる。
バナナーン
声 - 山寺宏一
猿の魔界獣。いたずら好きで、イエローガンバーとアクロバット対決をした。パワーアップ前でも街中をジャングルに変える能力を持つ（そのため蔦の影響でコアロボやリボルガーが発進不能に陥った）。パワーアップ後は街中にバナナ化光線を放って大暴れする。ガンバーソードやガンバルガーの足（キングエレファン）をバナナ化し、ガンバルガーの全身までバナナ化される危機を回避するために緊急分離したゴウタイガーとマッハイーグルが、無理矢理な体勢から間一髪放ったリボルバスターに飲み込まれる形で敗北。パワーアップ後は文字通り巨大バナナの姿になる。
アカバーナ
声 - 塩屋浩三
トナカイの魔界獣。21話冒頭部にパワーアップ後の姿で登場してすぐに倒されたため、強化前の姿や能力、どんな作戦であったのかは一切不明。ガンバーチームの正体が寝ぼけた哲哉に目撃される遠因になった。
ヨメコーン
声 - 松本梨香
キツネの魔界獣。ドラマCD『絶対爆発ライジンオー対ガンバルガー』に登場。様々な物に化けたり、狐の嫁入りを降らせることができる。設定画などは存在しないが、劇中での台詞によると、強化前は花嫁衣装を着た狐、強化後は花嫁衣装を着たお稲荷さんの姿をしている。強化後の武器は三三九度の杯ミサイル。唯一ライジンオーによって倒された魔界獣。

### 超魔界獣
ゴクアークの魂を取り込んだヤミノリウスが「ゾイワコノイワコマカイヤゾイワコ、悪の心を呼び覚まし魔界の姿を作り出せ！ハズラムサライヤ〜！」の呪文で召喚した魔法のランプの光線を人間界の物体に浴びせて作り出す（33話で誤って人間に浴びせた際には、ヤミノリウス同様の魔法使いとなった）。従来の魔界獣と異なり、巨大化にも魔法のランプを使用する。
ドカーン
声 - 辻親八
花火魔界獣。導火線をつけたものを打ち上げ花火にしてしまい、打ち上げたものの名前を空に打ち上げる。リボルガーも危うく花火になりかけた。グレートガンバルガー初対戦相手の魔界獣でもある。
コミックダー
声 - 鈴木勝美
漫画魔界獣。人や物を筆状の腕から放つ光線で体内に取り込み、コミックにしてしまう。羽ペン状の翼で飛行も可能。ガンバルガーも取り込んだがそれがアダとなった。
ゴシゴーシ
声 - 塩屋浩三
消しゴム超魔界獣。こすったものを透明にしてしまう。自身も透明にできるため、ガンバーチームを手こずらせたが、純の決死の行動により自身の透明化を実質上、無効化されてしまった。
ビック・ナベーダ
声 - 山口健
鍋魔界獣。魔界料理が恋しくなったヤミノリウスがおいしい料理を食べたいと作った。料理人としては凝り性でプライドが高いが腕が伴わず、ヤミノリウスの怒りを買ってしまう。町中の野菜を掻き集めるが、それが思わぬ騒動の元になった。戦いの中ガンバーソードをフライにして食べてしまった。
キカザッター
声 - 太田真一郎
ミシン魔界獣。自作のイエローガンバーのスーツを着て悪事を働き、ガンバーチームを陥れようとした。ゴンはこの偽ガンバースーツを拝借して「シノビガンバー」になった。さらに巨大化後は偽ゲキリュウガーに化けるが、背中のチャックで正体が露見。ゴンがグレートガンバルガーを操縦して倒した魔界獣。ツナギを裏返して偽ガンバーイエローに変身する場面はヤッターマンのパロディである。
マリオネロン
声 - 二又一成
操り人形魔界獣。人を自在に操ることができ、運動会で鷹介を操って百合香とダンスを踊らせた。パワーアップ後はガンバルガーまで操ってしまう。
クッツキング
声 - 岡和男
磁石魔界獣。強力な磁石の魔法で、人間を磁石人間にして互いにくっつくようにした。虎太郎は喧嘩中に千夏とくっつけられてしまい、一時は変身できない事態に陥った。
レンズドン
声 - 鈴木勝美
虫眼鏡魔界獣。光線を浴びたものを巨大化できるが、やりすぎてゲキリュウガーを地球よりも大きくしてしまい、ヤミノリウスをはじめ、青空町の住民や世界中の人々を驚愕させていた。何故かライターを持っており、鷹介のテストを燃やそうとして土下座するゲキリュウガーの頭を踏みつけるという陰湿な行為も見られる。
チクターク
声 - 塩屋浩三
桂の腕時計から創られた魔界獣。時計の針を回すことで時間を進めたり戻したりでき、桂を混乱させた。倒された後に腕時計は無事桂の手に戻っており、素体が無事戻ってきた異色の存在である。
作中にて江戸時代に到着するシーンでは、前作『絶対無敵ライジンオー』OVA第2巻「陽昇城カラクリ夢日記」（この時点では発売前）のワンシーンが、BGMと共に先行流用されている。
バルルーン
声 - 安西正弘
風船魔界獣。あらゆるものに空気を吹き込み風船にできる。右手の針で風船にした物をパンクさせたり、口から風船爆弾を放つことも可能。ガンバルガーとリボルガーを風船にしかけるが、「百合香ちゃんが風船になってもいいのかよ」という虎太郎の声で動転した鷹介によって逆転されてしまった。
ラケットン
声 - 菊池正美
カスミリウス（魔界人になってしまったかすみ）がバドミントンのラケットから創りだした魔界獣で、1話で登場したジョキラー同様すぐに成長体で登場した。ラケットン自身はバドミントンが下手であるため、カスミリウス自身がラケットンを振り回す形で、ガンバルガーとのバドミントン対決に臨んだ。バドミントン対決後はお尻から発射するシャトルミサイルで攻撃するも、グレートガンバルガーに倒されてしまう。
シバイラー
声 - 飯塚昭三
青空小学校体育館の舞台照明から創られた魔界獣。腹にある照明装置から様々な効果を持つビームを照射できる。千夏たちの学芸会の出し物「美少女戦隊ガンバーチーム」に紛れ込んだ。
グローラー
声 - 梁田清之
道路工事用のロードローラーから創られた魔界獣。普段はのんびりしているが一度キレると暴走する性格で、町の建物をすべてペチャンコにした。レッドガンバーとヤミノリウス、ガンバルガーとゲキリュウガーをペチャンコにしてペラペラの紙のようにしてしまった。
デカメラー
声 - 二又一成
カメラの魔界獣で撮影したものを複製できる。ヤミノリウスがデート中のトシカツとナオミを妬んで2人が持っていたカメラから作り出し、2人のコピーを作って困らせようとしたが逆に「愛が十倍になった」と喜ばれてしまった。虎太郎を撮影して大量にコピーした結果、数十人のイエローガンバーができた。戦闘では自身を大量にコピーしたデカメラー軍団を作って戦った。
ゴタヒーター
声 - 岡和男
コタツの魔界獣。青空町を巨大コタツで覆って町の気温を急上昇させた。発進ポイントが青空町の外にあるゲキリュウガーは町から締め出され、戦闘に参加できない事態に陥った。
イシガンダー
声 - 佐藤正治
ヤミノリウスが躓いた石から創られた魔界獣。幼生体はガッツ石松風のコスプレをしている。石化光線を放ってあらゆるものを石化するが、ヤミノリウスを記憶喪失にさせてしまった。石化した雲を材料にガンバルガー、リボルガー、ゲキリュウガーを拳で彫り、グレートガンバルガーに合体させて、本物のグレートガンバルガーと戦わせた。
サンダークロー
声 - 龍田直樹
クリスマスツリーの魔界獣。町中のクリスマスプレゼントを強奪した。宇宙まで届く巨大ツリーを出現させた。
モチモッチン
声 - 巻島直樹
餅魔界獣。正月に酔っぱらっていたヤミノリウスが見つけた臼から作られた。臼のような胴体を持ち、あらゆるものを杵で叩いて餅に変える（生き物や建物は鏡餅になる）。町の地面まで餅にしてしまい、餅嫌いの鷹介を苦しめた。
スイトッター
声 - 二又一成
掃除機魔界獣で、人間の一番大事なものを吸い取ってしまう。鷹介と力哉はガンバーブレスとコマンダーを吸い取られるが、虎太郎が吸い取られたのはバナナ大福だった。ガンバルガーのサポートロボであるリボルガーとゲキリュウガーまでも吸い込んでしまう。亜衣子からは闇野響史とのツーショット写真を吸い取ったため彼女の逆鱗に触れ、結果的に闇野の正体を晒すきっかけを作った。
マジンシャン
声 - 山口健
手品師のシルクハットから創られた魔界獣。ガンバルガーをマジックで真っ二つにするなど、ガンバルガーたちが手も足も出ないほど数々の強力な技を繰り出すが、一方では手品師としての職業意識が強すぎるのか、結局はすべて元通りに戻してしまった。パワーアップ後は地球の半分を消してしまい、ヤミノリウスまでもとばっちりを受ける。いずれにせよ手品であるため、種を仕込んだシルクハットが奪われると何もできなくなってしまうのが弱点。
ウェザラー
声 - 菊池正美
テレビの天気予報から取り出した気象予想図から創られた魔界獣。気象を自由に操ることができ、鷹介と百合香のデートを邪魔した。
マイチャッター
声 - 大塚芳忠
ガンバーチームとゴンとデブ猫との御先祖様が記した巻物争奪戦に乱入したヤミノリウスが、その巻物で創った魔界獣。色々なものを巻物にしてしまう光線を放つ。巻物に記された大魔界の秘密はガンバーチーム、ヤミノリウス双方が知ることになった。
ウラナイナイ
声 - 飯塚昭三
巻物に記されていた「三大魔王」が封印されている場所を探し出すために筮竹から創られた、劇中最後の魔界獣。腹ごしらえにラーメンを要求するなど紆余曲折があったが、ヤミノリウスを魔王の封印場所へと導いた。

### その他
カブト魔界獣
声 - 山口健
大魔界に入り込んだガンバーチームに襲いかかったカブトムシの魔界獣で、非常に巨大。レッドガンバーが放り投げた岩の下敷きにされてしまった。
クマ魔界獣
声 - 塩屋浩三
大魔界に入り込んだガンバーチームに襲いかかった熊の魔界獣。レッドガンバーが放り投げた岩を軽々と投げ返す怪力を持つ。ガンバーチームを追いかけ回して、川に追い込んだ後、どこかへ去って行った。
クラゲ魔界獣
声 - 鈴木勝美
大魔界に入り込んだガンバーチームに襲いかかったクラゲの魔界獣。ゴクアークと戦闘中だったエルドランに呆気なく倒されたが、結果的にエルドランに隙を作り出してゴクアークに勝機を与えることとなった。
ガラクタン、ガラクタンII
声 - 梁田清之
ゴクアークが電車や自動車をベースとして生み出した魔界ロボット。自動車型の爆弾や電車型のロケットパンチなどの武器を持つ。即興で生み出されたにしてはかなり強力な魔界獣で一度はガンバルガーとリボルガーの連携の前に敗れたが、たちまちガラクタンIIとして強化再生し、今度は2体がかりをも圧倒する強さを見せた。しかし、ゴクアークからの魔力の供給が不可欠という弱点があり、ゲキリュウガーによって魔力の供給を絶たれ、元に戻った。

## スタッフ
- 企画：サンライズ
- 原作：矢立肇（連載誌 - 『テレビランド』、『てれびくん』）
- ストーリーコーディネイト：金巻兼一
- キャラクターデザイン：近藤高光
- メカニカルデザイン：やまだたかひろ
- 美術監督：池田繁美
- カラーコーディネイト：甲斐けいこ
- 撮影監督：金子行助
- 編集：瀬山武司
- 音響監督：山崎あきら
- 音楽：長谷川智樹
- 設定制作：吉村章
- 制作進行：岡本英樹、北村真咲
- 監督：川瀬敏文
- プロデューサー：池田朋之（テレビ東京）、藤波俊彦（読売広告社）、内田健二（サンライズ）
- 制作：テレビ東京・読売広告社・サンライズ

## 主題歌
発売元は東芝EMI（ユーメックスレーベル、現・ユニバーサル ミュージック合同会社）
オープニングテーマ「元気爆発ガンバルガー」
作詞 - 篠原仁志 / 作曲 - 和泉一弥 / 編曲 - 米光亮/ 歌 - yoshiko
「TVサイズ」では前奏の途中と歌詞の一部が削除されている。最終回ではエンディングとして使用。
エンディングテーマ「ガンバー体操」
作詞 - 川瀬敏文・松宮恭子 / 作曲 - 松宮恭子 / 編曲 - 米光亮 / 歌 - 元気爆発隊［霧隠虎太郎（折笠愛）、風祭鷹介（南央美）、流崎力哉（島田敏）、ゴン（緒方賢一））、ヤミノリウスIII世（曽我部和恭）］
「TVサイズ」では3番まで。「体操」と銘打っているが、振り付けは特に決められていない。

## 各話リスト
- 1992年12月30日は休止。

| 放送日        | 話数 | サブタイトル         | 脚本                    | コンテ            | 演出       | 作画監督   | 登場する敵                                                 |
| ------------- | ---- | -------------------- | ----------------------- | ----------------- | ---------- | ---------- | ---------------------------------------------------------- |
| 1992年 4月1日 | 1    | ロボットみ〜っけ!    | 金巻兼一                | 川瀬敏文          | 元永慶太郎 | 近藤高光   | ジョキラー                                                 |
| 4月8日        | 2    | 超能力を大はっけん!  | 金巻兼一                | 川瀬敏文          | 越智浩仁   | 西村誠芳   | グモグリン                                                 |
| 4月15日       | 3    | 秘密がばれちゃう〜!  | 川崎ヒロユキ            | 日高政光          | 日高政光   | 濱名孝行   | トンガッター                                               |
| 4月22日       | 4    | 決闘!バイオリン合戦  | 金巻兼一                | 横山広行          | 横山広行   | 西村誠芳   | メロディーン                                               |
| 4月29日       | 5    | ケーキが逃げた!?     | なかむらまなぶ          | 元永慶太郎        | 元永慶太郎 | 菊池晃     | グリームン                                                 |
| 5月6日        | 6    | とんでとんで家庭訪問 | 志茂文彦                | 河本昇悟 山口祐司 | 谷口悟朗   | 藁谷均     | バタフラー                                                 |
| 5月13日       | 7    | 町が砂場に大変身!    | 静谷伊佐夫              | 越智浩仁          | 越智浩仁   | 武内啓     | サバクーダ                                                 |
| 5月20日       | 8    | ピンチ!ガンバルガー  | 金巻兼一                | 日高政光          | 日高政光   | 佐久間信一 | マジョーズン                                               |
| 5月27日       | 9    | 超能力でミラクル野球 | なかむらまなぶ          | 河本昇悟          | 河本昇悟   | 藁谷均     | ブクブーク                                                 |
| 6月3日        | 10   | イカタコ兄弟参上!    | 川崎ヒロユキ            | 山口祐司          | 山口祐司   | 近藤高光   | ショドーン                                                 |
| 6月10日       | 11   | 鷹介はビリビリ人間!! | 志茂文彦                | 元永慶太郎        | 元永慶太郎 | 佐久間信一 | ウナギトロン                                               |
| 6月17日       | 12   | 青空町が歩き出す!?   | 金巻兼一                | 杉島邦久          | 谷口悟朗   | 菊池晃     | ヤドリール                                                 |
| 6月24日       | 13   | 合言葉はケ〜ロケロ   | 志茂文彦                | 越智浩仁          | 越智浩仁   | 藁谷均     | ケロケリオン                                               |
| 7月1日        | 14   | 魔界クジラが空を飛ぶ | なかむらまなぶ          | 河本昇悟          | 河本昇悟   | 近藤高光   | ゲイバルーン                                               |
| 7月8日        | 15   | 出てこい!リボルガー  | 金巻兼一                | 山口祐司          | 山口祐司   | 佐久間信一 | ヨロイデル                                                 |
| 7月15日       | 16   | 力哉対ガンバルガー!  | 金巻兼一                | 江上潔            | 江上潔     | 菊池晃     | ジャジャーン                                               |
| 7月22日       | 17   | 恐怖!魔界の落とし穴  | 川崎ヒロユキ 金巻兼一   | 日高政光          | 日高政光   | 藁谷均     | アナホルン                                                 |
| 7月29日       | 18   | ドッキリ魔界肝だめし | 志茂文彦                | 横山広行          | 谷口悟朗   | 濱名孝行   | タヌキング                                                 |
| 8月5日        | 19   | 走れ!逆転ラーメン    | なかむらまなぶ          | 越智浩仁          | 越智浩仁   | 佐久間信一 | シャキゴーラ                                               |
| 8月12日       | 20   | そんなバナナの大決戦 | ごとうかずひこ          | 山口祐司          | 山口祐司   | 近藤高光   | バナナーン                                                 |
| 8月19日       | 21   | ゴクアーク復活!      | 金巻兼一                | 江上潔            | 江上潔     | 近藤高光   | アカバーナ カブト魔界獣 クマ魔界獣 クラゲ魔界獣 ゴクアーク |
| 8月26日       | 22   | 誕生!ゲキリュウガー  | 金巻兼一                | 日高政光          | 日高政光   | 藁谷均     | ゴクアーク ガラクタン ガラクタンII                         |
| 9月2日        | 23   | ききいっぱつの大合体 | 川崎ヒロユキ            | 河本昇悟          | 河本昇悟   | 佐久間信一 | ドカーン                                                   |
| 9月9日        | 24   | 激突!まんがパニック  | ごうどかずひこ          | 谷口悟朗          | 谷口悟朗   | 濱名孝行   | コミックダー                                               |
| 9月16日       | 25   | ビックリ!透明人間    | 金巻兼一                | 越智浩仁          | 越智浩仁   | 藁谷均     | ゴシゴーシ                                                 |
| 9月23日       | 26   | 魔界獣はコックさん!  | 金巻兼一 なかむらまなぶ | 江上潔            | 江上潔     | 小林利充   | ビック・ナベーダ                                           |
| 9月30日       | 27   | 出た!シノビガンバー  | 川崎ヒロユキ            | 日高政光          | 日高政光   | 佐久間信一 | キカザッター                                               |
| 10月7日       | 28   | 大荒れミラクル運動会 | 金巻兼一                | 河本昇悟          | 河本昇悟   | 近藤高光   | マリオネロン                                               |
| 10月14日      | 29   | 磁石でクッツキング!  | ごうどかずひこ          | 谷口悟朗          | 谷口悟朗   | 藁谷均     | クッツキング                                               |
| 10月21日      | 30   | 宇宙サイズで大暴れ!  | 金巻兼一 なかむらまなぶ | 山口祐司          | 山口祐司   | 濱名孝行   | レンズドン                                                 |
| 10月28日      | 31   | タイムスリップ青空町 | 金巻兼一                | 越智浩仁          | 越智浩仁   | 佐久間信一 | チクターク                                                 |
| 11月4日       | 32   | 風船バスでフ〜ワフワ | 志茂文彦                | 日高政光          | 日高政光   | 菊池晃     | バルルーン                                                 |
| 11月11日      | 33   | かすみ対ガンバルガー | 金巻兼一                | 河本昇悟          | 河本昇悟   | 藁谷均     | ラケットン                                                 |
| 11月18日      | 34   | 魔界キッカイ!?学芸会 | 志茂文彦                | 日高政光          | 日高政光   | 近藤高光   | シバイラー                                                 |
| 11月25日      | 35   | がんばれ!出前一人旅  | 千葉克彦                | 山口祐司          | 渡辺信一郎 | 佐久間信一 | グローラー                                                 |
| 12月2日       | 36   | 虎太郎がいっぱい!?   | 志茂文彦                | 越智浩仁          | 越智浩仁   | 黄瀬和哉   | デカメラー                                                 |
| 12月9日       | 37   | コタツでデッドヒート | 金巻兼一 なかむらまなぶ | 日高政光          | 日高政光   | 藁谷均     | ゴタヒーター                                               |
| 12月16日      | 38   | 正義のヤミノリウス!? | 川崎ヒロユキ            | 河本昇悟          | 河本昇悟   | 菊池晃     | イシガンダー                                               |
| 12月23日      | 39   | サンタは街の大泥棒!  | 千葉克彦                | 谷口悟朗          | 谷口悟朗   | 高橋英樹   | サンダークロー                                             |
| 1993年 1月6日 | 40   | ヒーローはモチ嫌い!? | 金巻兼一                | 渡辺信一郎        | 渡辺信一郎 | 佐久間信一 | モチモッチン                                               |
| 1月13日       | 41   | 愛した人は魔法使い   | 川崎ヒロユキ            | 越智浩仁          | 山口美浩   | 近藤高光   | スイトッター                                               |
| 1月20日       | 42   | 驚き強敵!大マジック  | 千葉克彦                | 日高政光          | 日高政光   | 近藤高光   | マジンシャン                                               |
| 1月27日       | 43   | 完全無欠のデート作戦 | 志茂文彦                | 渡辺信一郎        | 原田奈奈   | 柳沢哲也   | ウェザラー                                                 |
| 2月3日        | 44   | 大魔界の大秘密!      | 川崎ヒロユキ            | 谷口悟朗          | 谷口悟朗   | 佐久間信一 | マイチャッター                                             |
| 2月10日       | 45   | 三大魔王、大復活!    | 金巻兼一                | 木村真一郎        | 木村真一郎 | 池田裕治   | ウラナイナイ ゴクアーク サイアーク レツアーク              |
| 2月17日       | 46   | おれたちは元気爆発!  | 金巻兼一                | 河本昇悟          | 河本昇悟   | 藁谷均     | ゴクアーク サイアーク レツアーク                           |
| 2月24日       | 47   | 最終最後の大決戦!    | 金巻兼一                | 日高政光          | 日高政光   | 近藤高光   | ゴクアーク                                                 |

## 放送局
放送時間は1993年2月中旬 - 3月上旬時点。
| 放送地域       | 放送局             | 放送日時           | 放送系列       | 備考                                      |
| -------------- | ------------------ | ------------------ | -------------- | ----------------------------------------- |
| 関東広域圏     | テレビ東京         | 水曜 18:00 - 18:30 | テレビ東京系列 | 制作局                                    |
| 北海道         | テレビ北海道       | 水曜 18:00 - 18:30 | テレビ東京系列 |                                           |
| 愛知県         | テレビ愛知         | 水曜 18:00 - 18:30 | テレビ東京系列 |                                           |
| 大阪府         | テレビ大阪         | 水曜 18:00 - 18:30 | テレビ東京系列 |                                           |
| 岡山県・香川県 | テレビせとうち     | 水曜 18:00 - 18:30 | テレビ東京系列 |                                           |
| 福岡県         | TXN九州            | 水曜 18:00 - 18:30 | テレビ東京系列 | 現・TVQ九州放送                           |
| 青森県         | 青森放送           | 木曜 17:30 - 18:00 | 日本テレビ系列 |                                           |
| 秋田県         | 秋田放送           | 火曜 17:30 - 18:00 | 日本テレビ系列 |                                           |
| 宮城県         | ミヤギテレビ       | 火曜 17:00 - 17:29 | 日本テレビ系列 |                                           |
| 新潟県         | テレビ新潟         | 火曜 17:00 - 17:30 | 日本テレビ系列 |                                           |
| 石川県         | テレビ金沢         | 金曜 17:30 - 18:00 | 日本テレビ系列 | 1992年4月17日から1993年4月2日までネット。 |
| 富山県         | チューリップテレビ | 水曜 16:00 - 16:30 | TBS系列        | 1992年4月22日から1993年4月7日までネット。 |
| 京都府         | KBS京都            | 月曜 17:55 - 18:25 | 独立局         |                                           |
| 広島県         | 広島テレビ         | 火曜 17:00 - 17:30 | 日本テレビ系列 |                                           |
| 愛媛県         | 南海放送           | 火曜 16:55 - 17:25 | 日本テレビ系列 |                                           |
| 熊本県         | くまもと県民テレビ | 火曜 17:00 - 17:30 | 日本テレビ系列 |                                           |

## 商品展開

### 玩具
トミー（現・タカラトミー）
『ゴウタイガー』『マッハイーグル』『キングエレファン』
各コアロボットの単品販売。劇中の変形を再現、3体揃えることでガンバルガーに合体可能。その合体手順はゴウタイガーの取扱説明書に記載。
『ミラクル合体・ガンバルガー』
上記3体のセット商品。
『ミラクル武装・リボルガー』『ミラクルチェンジ・ゲキリュウガー』
番組中盤より登場する各ロボットの商品化。作中での組み替え変形を再現し、ガンバルガーと3体揃えることでグレートガンバルガーに合体可能。その合体手順はゲキリュウガーの取扱説明書に記載。リボルガーの変形したリボルバスターをガンバルガーに装備させた状態でも、バランスを保ち自立が可能である。
『超ミラクル合体・グレートガンバルガー』
上記の「ガンバルガー」「リボルガー」「ゲキリュウガー」3体を同梱した超大型商品。その性質上、非常に高額（16,800円）でもあった。
グレート合体を完全再現している一方、作中描写でぼかされる大量の余剰パーツが生じる問題を抱えており、これらの余剰パーツ同士を合体させて巨大な銃にするというアイディアが出されたが、作中描写には反映されずに終わった。玩具オリジナルのギミックとして、余剰パーツを組み立てることで不完全ながら銃の形をある程度再現可能である。
復刻版『ミラクル合体・ガンバルガー』(2000年発売)
復刻版『ミラクル武装・リボルガー』『ミラクルチェンジ・ゲキリュウガー』(2001年発売)
韓国生産。当時の金型をそのまま使用しつつ、アニメ作画のイメージに合わせメッキパーツが黄色成形色のパーツへと変更されている。この他、シールの仕様にも変更が見られる。
『ガンバーブレス』
ボタン操作と付属のカード挿入で各種サウンドとLED発光が作動。
変身や変形指令などのごっこ遊びが楽しめる。単5乾電池2本使用。
『ガンバーコマンダー』
ボタン操作と付属のカード挿入で液晶表示と各種サウンド、LED発光が作動。
合体指令やレーダーサーチ遊び、早押しゲーム、ストップウォッチ機能が楽しめる。単4乾電池2本使用。
『ガンバーバッヂ』
裏側のクリップおよび安全ピンで胸に着けられる。中央がボタンになっており、スプリングギミックでウイングが飛び出す。なりきり玩具3種中、この商品のみ電池は用いず付属のカードも特に機能はない。

### 食玩
カバヤ食品
『ガンバルガーガム』
食玩。前後期共に合体ロボットの3種展開でラインナップされており、実質的にはトミー版のダウンサイジングアイテム。
前期版はゴウタイガー・マッハイーグル・キングエレファンの3種展開で、全て揃えるとガンバルガーに合体できる。トミー版と同様に単機でも各々A/Fモードの変型が楽しめる。マッハアローの矢の再現など部分的にトミー版より優れたギミックも取り入れられていたが、合体後の頭部を担うマッハイーグルの成形色に赤色がないため劇中では赤いガンバルガーの兜が青色にされるなどの難があった。
後期版はガンバルガー・リボルガー・ゲキリュウガーの3種展開で、全て揃えるとグレートガンバルガーに合体できる。ガンバルガーは単体無変型だが、リボルガーはA/Fおよびリボルバスター、ゲキリュウガーはA/F各モードに組み替え変型が可能。ここではゲキリュウガーの胴体構造の一部省略により合体後に強度不足の事態（荷重のかかる両股の接続部位を各2本の水平軸だけで担う）が発生しており上半身のパンプアップ化による重量を支えきれないため、長時間立てた状態で飾るのには無理が生じる。
『チビファイター』
食玩。前期はガンバーマシン3台を、後期は変身アイテム類を製品化している。

### プラモデル
グッドスマイルカンパニー
MODEROID 『ガンバルガー』、『リボルガー』、『ゲキリュウガー』
プラモデル。複雑な変形、合体を差し替えにより再現している。余剰パーツすべてを集めたMODEROIDオリジナル武器にすることもできる。

### カプセルトイ・トレーディングフィギュア
ユージン(現・タカラトミーアーツ)
SRシリーズ 『エルドランリアルフィギュアCOLLECTION』
Part1 - ガンバルガー、リボルガー、ゲキリュウガー
Part2 - グレートガンバルガー
彩色済みカプセルフィギュア。

### アクションフィギュア
シーエムズコーポレーション
サンライズメカアクションシリーズ『ガンバルガー』、『グレートガンバルガー』
彩色済みアクションフィギュア。各商品専用武器付属。ガンバルガーは、リボルバスター付属。

## 映像ソフト
- VHS・LD

テレビシリーズ全話のソフト化で、全12巻（各巻4話収録）が発売された。発売は東芝EMI（ユーメックスレーベル）。
元気爆発ガンバルガー百科
テレビシリーズのうち、第14話までの総集編で、ガンバーチームがアイテムやメカ、必殺技を解説している。
- DVD-BOX 元気爆発ガンバルガー（TDBA-6002）

2004年10月22日に、DVD-BOXがフロンティアワークス・東芝エンタテインメントから発売（販売：フロンティアワークス・ジェネオンエンタテインメント）。
『ライジンオー』のDVD-BOXと同様に「1年間の期間限定生産」という触れ込みで、一部の販売店やネットショップでは先にDVD-BOXが発売された『ライジンオー』とのコラボレーションによる、非売品ドラマCD後編が特典として付属（前編は『ライジンオー』DVD-BOXに付属）。また、同じく『ライジンオー』DVD-BOXとの連動による応募者全員特典DVDキャンペーンも展開された。前述の期間終了後は単品DVDとしても発売が開始され、2008年2月から『絶対無敵ライジンオー』と共にDVDレンタルも始まった。このDVD化に当たっては、ヤミノリウスIII世による「視聴する時の注意」が新録されている。最終巻には『元気爆発ガンバルガー百科』が収録。
- BD-BOX 元気爆発ガンバルガー

2014年12月26日に、NBCユニバーサル・エンターテイメントジャパンより発売。

## CD
いずれもテレビシリーズの映像ソフト（VHS、LD）と同じく、東芝EMIより発売。
- 『元気爆発ガンバルガー』（TYCY-2039）
  - 主題歌のCDシングル。
- 『ガンバー体操』（TYCY-2040）
  - エンディングテーマのCDシングル。
- 『元気爆発ガンバルガー オリジナル・サウンド・トラック～秘密のヒーロー登場編～』（TYCY-5226 / 復刻 UPCY-90235）
- 『元気爆発ガンバルガー オリジナル・サウンド・トラック2～超能力活躍編～』（TYCY-5261 / 復刻 UPCY-90236）
- 『元気爆発ガンバルガー 歌は綴るよ!』（TYCY-5300 / 復刻 UPCY-90237）
  - 上記のCDからの正・副主題歌、挿入歌と、新曲2曲を収録したヴォーカルアルバム。

以上のCDのうち、オリジナル・サウンドトラック2枚とヴォーカルアルバムの全3タイトルは、2023年11月29日にUNIVERSAL MUSICよりデジタル・リマスター音源で復刻された。

## ゲーム作品
元気爆発ガンバルガー
1992年11月27日にトミーより発売。ゲームボーイ用ソフト。ジャンルはアクション。ガンバルガー、リボルガー、ゲキリュウガーの3体から1体を選択して、ステージを進む横スクロールのアクション。4面よりグレートガンバルガーが使用可能。最終面ではゴクアークと同化したヤミノリウスと闘う。
ザコ敵はジャンプで避けると勝手に消滅してくれる。マリオシリーズのゲームのように慣性系が変化するわけでもないので至ってゲームは単調。
劣悪な操作性と意味のない変形ギミック、不可解な当たり判定などからゲームとしての評価は低い。発売当時のゲーム雑誌でも酷評のレビューを受け、2017年のゲーム専門ムックの評価としても「アクションゲームの禁忌をすべて犯した」などと切り捨てられている。

### 他作品との共演作品
- 『ブレイブサーガ 新章 アスタリア』
  - ゲームボーイカラー用のコンピューターRPG。「勇者シリーズ」を始め、発売元であるタカラがスポンサードした作品のクロスオーバー作品であるが、本作品を含めたエルドランシリーズ各作品も参戦作品に名を連ねている。
- 『サンライズ英雄譚2』
  - 『ライジンオー』と合わせて参戦。本作品からはガンバーチームとヤミノリウス、それにガンバルガーが登場する。
- 『スーパーロボット大戦NEO』
- 『スーパーロボット大戦OE』
  - 上記2作品とも、『完全勝利ダイテイオー』も加えたシリーズ全作合わせての参戦となる。